# Vladimir Kramnik
Vladimir Borissovitch Kramnik (en russe : Владимир Борисович Крамник), né à Touapsé le 25 juin 1975, est un joueur d'échecs russe. Grand maître international du jeu d'échecs, il est champion du monde de 2000 à 2007.
Au 1er novembre 2016, il est le deuxième joueur mondial et le no 1 russe, avec un classement Elo de 2 817 points, son record.

## Biographie

### Enfance et formation
Vladimir Kramnik est le fils d'un sculpteur et d'une professeur de musique.
Après s'être initié aux échecs à cinq ans, il s'aguerrit au fil des années grâce à un sérieux entraînement et se distingue véritablement à l'âge de 11 ans, lorsqu'il reçoit le titre de candidat maître et intègre en 1987 l'école d'échecs de Mikhaïl Botvinnik, qui était considérée comme la meilleure du monde avec des leçons de Garry Kasparov.

### Vie privée
Le 30 décembre 2006, Vladimir Kramnik épouse Marie-Laure Germon, journaliste française qui travaille au quotidien Le Figaro. Ils ont une fille, Daria, née le 28 décembre 2008, et un fils, Vadim, né le 28 janvier 2013.

## Carrière

### Grand maître international (1992)
En 1990-1991, à quinze ans, Vladimir Kramnik finit premier ex æquo et deuxième aux départages du championnat de la République de Russie (RSFSR) adultes.
À seize ans, il remporte le championnat du monde des moins de 18 ans en 1991 après avoir fini deuxième l'année précédente (victoire de Sergei Tiviakov en 1990). À la fin de l'année 1991, il termine quinzième ex æquo (sur 64 joueurs) du dernier championnat d'URSS avant la dislocation de l'URSS.
Au début de 1992, il remporte les opens de Gausdal et de Dortmund.
Dans une interview parue dans New in Chess, Garry Kasparov déclare :

« Le plus talentueux des joueurs que j'ai vus [à Dortmund]  est Vladimir Kramnik. En termes de talent, il est définitivement le no 1. Je ne l'ai jamais dit auparavant, mais je pense qu'il est le seul qui joue aussi bien que moi au même âge. J'ai toujours souri en regardant le talent de Judit Polgár et ri en ce qui concerne Gata Kamsky, et je ne crois pas en un brillant avenir pour les autres participants du festival de Dortmund. Mais, à seize ans, Kramnik joue déjà des échecs de haut niveau. C'est un pur talent d'échecs. Il y a beaucoup de joueurs, mais ils ne jouent pas aux échecs, ils déplacent les pièces, tandis que Kramnik joue aux échecs. »

En juin 1992, il apparaît aux yeux du grand public à l'Olympiade d'échecs de 1992 à Manille où il réalise la meilleure performance Elo (2 958) de la compétition avec 8,5 points sur 9, devançant le champion du monde (Kasparov) et permettant à l'équipe de Russie de remporter la médaille d'or. Il reçoit sa médaille d'or le jour de ses 17 ans.
Sa progression fut fulgurante et, à 17 ans, après l'olympiade, il obtint le titre de grand maître international sans passer par celui de maître international, un exploit rare.

### Numéro quatre mondial à dix-huit ans (1993)

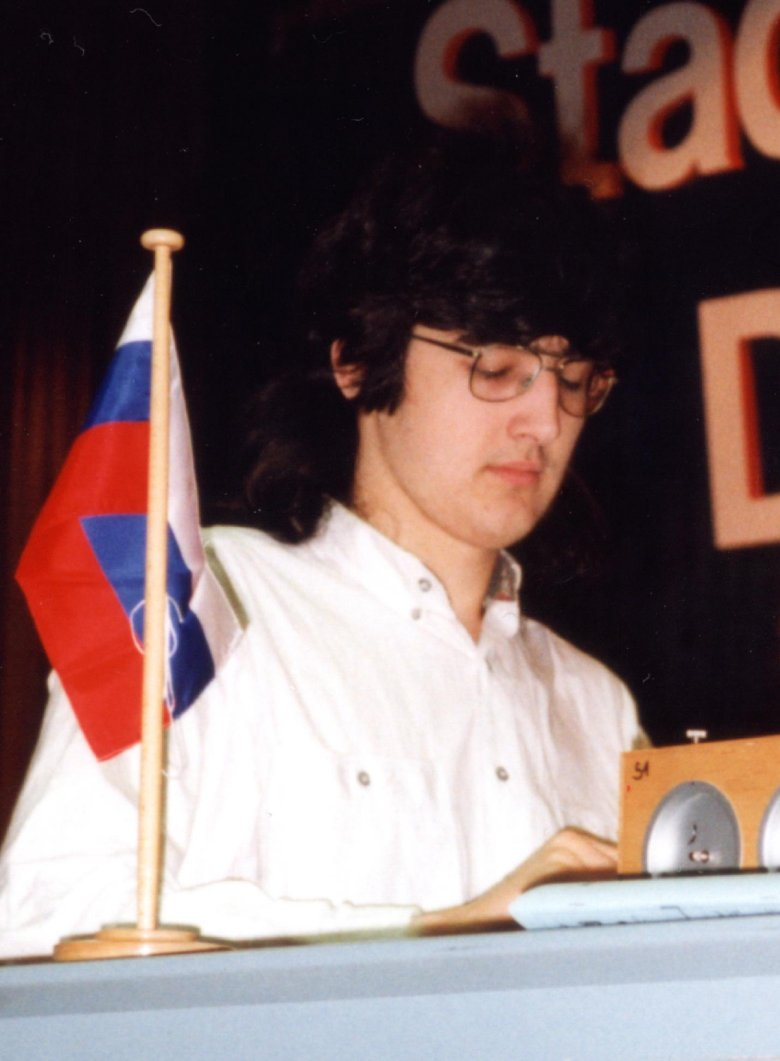
Vladimir Kramnik en 1993.

La même année que l'olympiade de 1992, Kramnik remportait l'open de Chalcidique, puis, lors du championnat d'Europe par équipe à Debrecen, il marquait 6 points sur 7 (+5 =2). En janvier 1993, le classement Elo de Kramnik atteignit 2 685 et il occupait la sixième place au classement mondial.
Enfin en 1993, il battit en match Joël Lautier à Cannes ; puis il disputa le super-tournoi de Linares et finit cinquième, il remporta ensuite le tournoi d'Amsterdam (mémorial Max Euwe). À l'âge de 18 ans, en juillet 1993, il devint no 4 mondial avec 2 710 points Elo.
En 1993, à dix-huit ans, Kramnik décida de ne pas poursuivre des études supérieures et de consacrer son temps à l'étude des échecs.
En 1994, lors du tournoi de Linares, Kramnik battit pour la première fois Garry Kasparov et le champion du monde annonça que Kramnik serait un jour champion du monde.

### 1993-1995: quart-de-finaliste des candidats
En 1993, Kramnik se qualifia pour les matchs des candidats des championnats du monde FIDE et PCA. En 1994, il fut éliminé par Gata Kamsky en quart de finale du cycle du championnat du monde PCA et par Guelfand  en quart de finale du cycle du championnat du monde FIDE.
En 1995, Kasparov invita Kramnik dans son équipe de préparateurs et d'analystes qui l'encadraient lors du match de championnat du monde qu'il disputa contre Anand à New York.

### Succès dans les grands tournois internationaux (1995 à 1998)

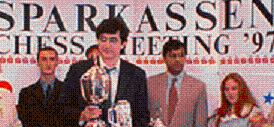
Kramnik vainqueur à Dortmund en 1997.

Par la suite, Vladimir Kramnik s'ancra dans l'élite mondiale : il remporta de nombreux tournois prestigieux comme :
- le tournoi de Horgen en 1995, ex æquo avec Ivantchouk, tandis que Kasparov finit cinquième du tournoi ;
- le tournoi de Dos Hermanas : en 1996 (ex æquo avec Topalov et devant Kasparov et Anand) et en 1997, les deux fois avec 6 points sur 9[7] ;
- le tournoi de Dortmund : six victoires en sept participations : en 1995 et 1996 avec 7 points sur 9 possibles, en 1997 (avec 6,5/9), en 1998, puis en 2000 (avec 6/9) et en 2001 ;
- le tournoi de Tilburg en 1997 (ex æquo avec Kasparov et Svidler) ;
- le tournoi de Wijk aan Zee en 1998,

Kramnik remporta aussi le tournoi rapide de Monaco en 1996 (avec 16 points sur 22) et en 2001.
En janvier 1996, Kramnik atteignit un classement Elo de 2 775 points, à égalité avec Garry Kasparov avec lequel il occupa la première place du classement mondial avant de revenir à la troisième place au classement de juillet 1996.
Durant cette période faste, le style de jeu de Vladimir Kramnik est très tranchant et tendu, ses parties sont extrêmement complexes. Néanmoins, son plus grand rêve est de devenir champion du monde et il comprend alors qu'un style de jeu plus universel est nécessaire pour la conquête d'un tel titre.

### Championnats du monde FIDE (1997 et 1999)

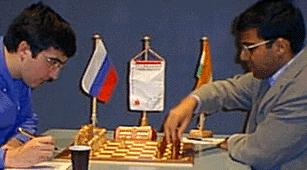
Kramnik face à Anand en 1999.

En 1997, Kramnik refusa de disputer le championnat du monde FIDE qui avait lieu à Groningue. Il estima que le privilège accordé au champion du monde FIDE Anatoli Karpov de rencontrer le vainqueur du tournoi, immédiatement après la finale, sans que son challenger n'ait pu se reposer et se préparer, était inacceptable. Karpov battit Viswanathan Anand qui était épuisé.
En 1999, le privilège accordé au champion du monde, Karpov, fut abandonné et Kramnik participa au championnat du monde FIDE de Las Vegas. Il fut éliminé en quart de finale par Michael Adams.

### Série d'invincibilité (1999-2000)
De janvier 1999 à juillet 2000, Kramnik réalisa une série de 82 parties « classiques » (parties rapides et blitz exclues) sans défaite. Il fut invaincu à Wijk aan Zee en 1999 et 2000 (tournois remportés par Kasparov), à Linares en 1999 (tournoi remporté par Kasparov) et en 2000, à Dos Hermanas en 1999 (tournoi remporté par  Adams), à Dortmund en 1999 (victoire de Léko) et au championnat du monde FIDE 1999 à Las Vegas (où il ne fut battu qu'en parties rapides), Sa série d'invincibilité s'arrêta lors de la quatrième ronde du tournoi de Dortmund de 2000 où il fut battu par Michael Adams. Il fut invaincu lors du championnat du monde contre Kasparov en 2000.
Durant cette période, il finit premier, ex æquo avec Kasparov, au tournoi de Linares en 2000 et premier (au départage devant Anand) au tournoi de Dortmund en juillet 2000.

### Champion du monde «classique» (Londres, 2000)

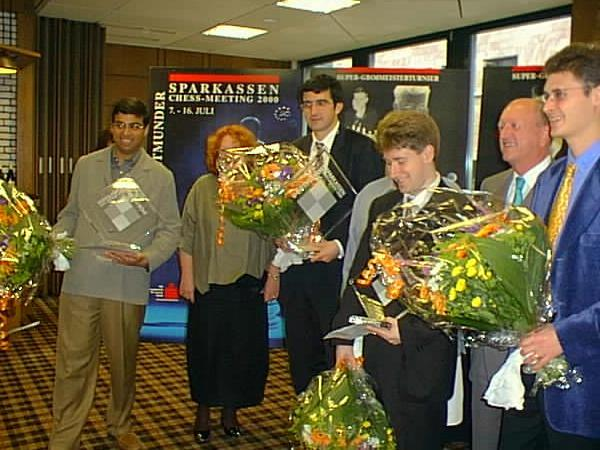
Remise des prix à Dortmund en 2000, Kramnik est au centre

En 1998, Kramnik perdit un match des candidats contre Alexeï Chirov, mais les négociations entre Kasparov et Chirov pour organiser un match de championnat du monde échouèrent en 1999. Faute de sponsor, le match Kasparov-Chirov n'eut jamais lieu.
En l'an 2000, Garry Kasparov, alors champion du monde depuis quinze ans, choisit Vladimir Kramnik pour l'affronter. La légitimité de ce match est contestée car Kasparov désignait alors arbitrairement comme challenger son dauphin au classement mondial, Vladimir Kramnik.

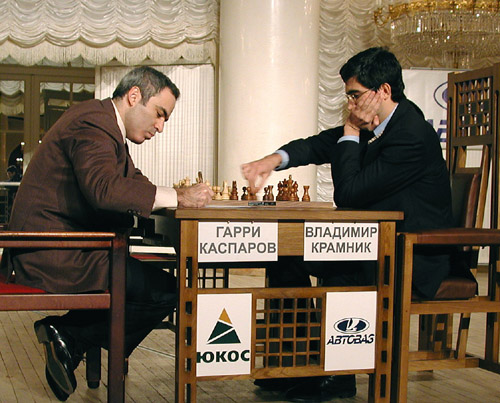
Kramnik face à Kasparov à Moscou en 2001

La préparation de Vladimir Kramnik pour ce match fut d'un très haut niveau. Il la débuta près de six mois avant le match avec de longues séances de sport intensif et d'entraînement échiquéen, un rituel presque quotidien. Il choisit pour ce match une équipe de secondants composée de nombreux grands maîtres dont Evgeny Bareïev et Joël Lautier.
Enfin du 8 octobre au 4 novembre 2000, Kramnik joua un match de 16 parties contre Garry Kasparov à Londres pour le championnat du monde « classique » d'échecs. Contre toute attente (joueur de longue date de la défense sicilienne, Kramnik opte pour 1...e5 face à l'ouverture du pion roi), Kramnik réussit facilement à neutraliser le jeu tactique et dynamique de Kasparov en adoptant la défense berlinoise face à l'ouverture espagnole de Kasparov et en échangeant rapidement les dames dans de nombreuses parties, il parvient à neutraliser son adversaire dans des positions calmes et positionnelles qu'il affectionne. Enfin, dans les parties où il possède les pièces blanches, Kramnik impose un jeu difficile qui lui permet de marquer deux précieuses victoires. Il remportait ainsi le match sur le score de 8,5 à 6,5 sans perdre une seule partie.
Kramnik est aujourd'hui le seul joueur à avoir battu Kasparov en match, si on exclut le premier match entre Karpov et Kasparov en 48 parties qui a été interrompu et rejoué en 1985 alors que Karpov menait cinq victoires à trois. Mieux encore, avec cette victoire, il vient de mettre un terme à quinze ans de domination de Garry Kasparov sur le championnat du monde des échecs.
Les succès de Kramnik en 2000 au championnat du monde, aux tournois de Dortmund et de Linares, et sa deuxième place à Wijk aan Zee lui permirent de remporter son premier Oscar des échecs (devant Kasparov). En 2001, il remporta à nouveau le tournoi de Dortmund. En 2003 et 2004, il remporta le tournoi de Linares en devançant à chaque fois Garry Kasparov.

### Défense du titre

#### Match contre Léko (Brissago, 2004)
En 2004, Kramnik remit son titre en jeu contre Péter Lékó, qui s'est qualifié en gagnant le tournoi des candidats de Dortmund en 2002. Le championnat du monde est un match en 14 parties qui se déroule l'automne 2004 à Brissago en Suisse.

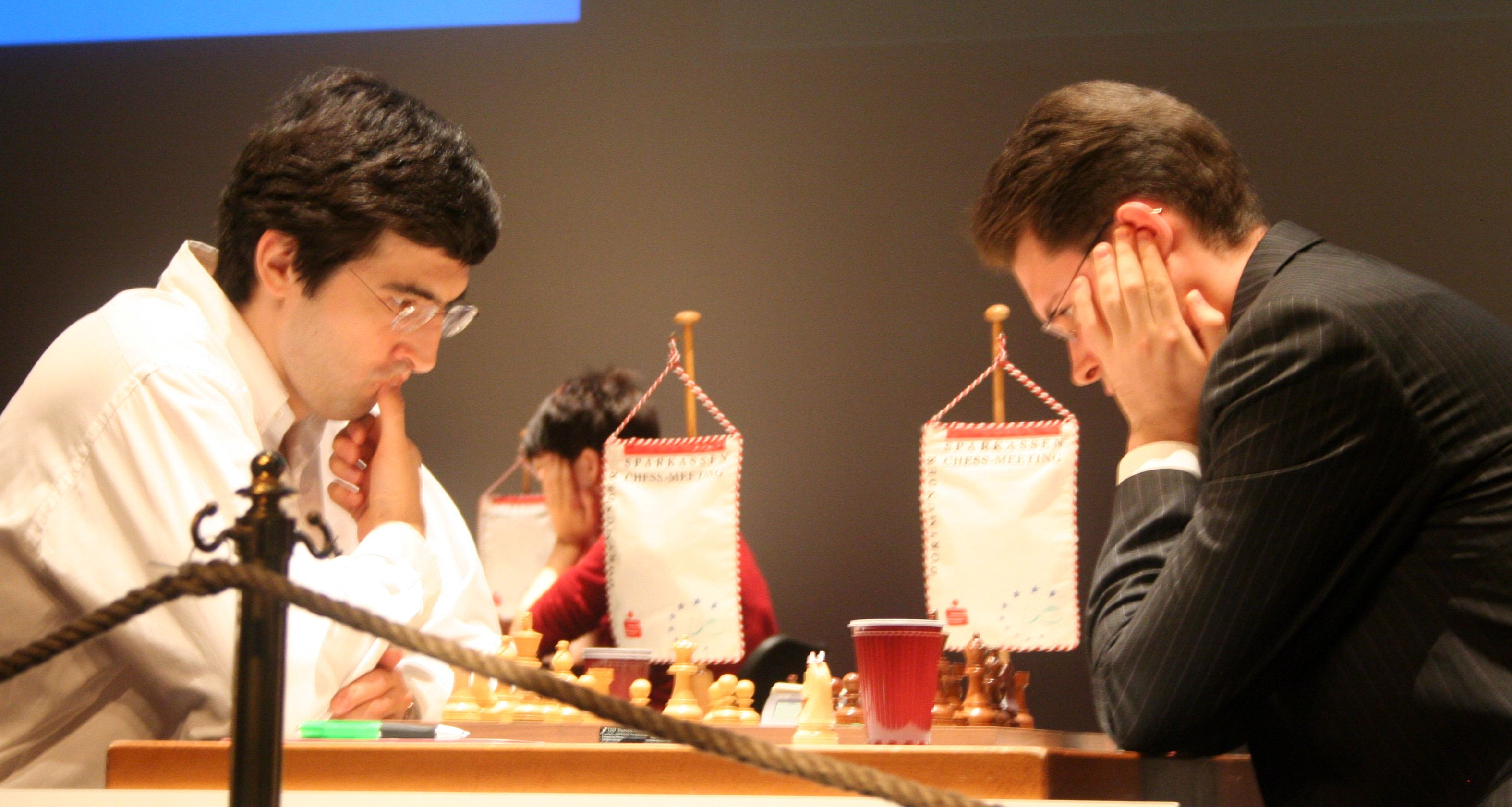
Kramnik face à Leko en 2006

Kramnik gagna la première partie en finale, alors que Péter Lékó aurait pu annuler, mais il perdit la cinquième partie après une longue lutte. Lékó parvint ensuite à gagner avec les noirs dans un gambit Marshall de manière convaincante, montrant un défaut dans la préparation de Kramnik qui suivait les analyses de son équipe et de l'ordinateur. Cette défaite lui fait dire : « Quitte à perdre une partie, autant la perdre de cette manière. » Dans la treizième partie, Kramnik avec les noirs parvient à surprendre Lékó, mais celui-ci, dans une situation qui semble désespérée, réussit à égaliser.
Finalement, Kramnik parvient à gagner la quatorzième et dernière partie et égalise au score (sept points à sept) et conserve ainsi son titre de justesse.

#### Problèmes de santé (2005-2006)
Atteint d'une spondylarthrite ankylosante, Kramnik enchaîna en 2005 les résultats décevants. Il s'éloigna provisoirement de la scène échiquéenne mondiale et déclarait notamment forfait au Tournoi d'échecs Corus 2006, pour suivre un important traitement médical.
Son classement Elo diminue et il est, en avril 2006, 9e joueur mondial avec 2729 points (pour comparaison, il en était à 2760 points en octobre 2004).
Après presque 6 mois d'absence, il effectua son grand retour à l'Olympiade d'échecs de 2006 de Turin, où il obtint la médaille d'or au 1er échiquier avec une performance à 2 847.

#### Champion du monde «titre unifié» (Elista, 2006)

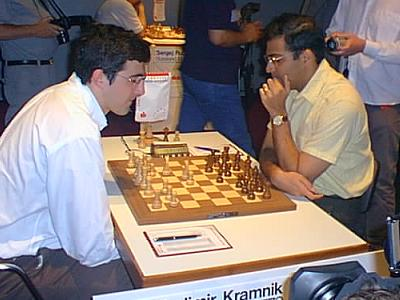
Kramnik face à Anand en 2004.

Topalov qui avait remporté le championnat du monde la Fédération internationale des échecs en 2005 et Kramnik s'affrontèrent en douze parties, du 23 septembre au 13 octobre 2006, dans la capitale kalmouke, Elista, pour le titre de champion du monde « réunifié » (champion du monde « classique » contre le champion du monde FIDE).
La rencontre était tendue et fut marquée par plusieurs manœuvres contestées du camp Topalov accusant Kramnik de tricherie,. À la fin des douze parties, le score est de 6-6. Les parties de départage semi-rapides tournent à l'avantage de Kramnik qui gagne le match de réunification le 13 octobre et devient champion du monde FIDE.
Les succès de Kramnik en 2006 au championnat du monde, à l'olympiade de Turin (meilleure performance au premier échiquier) et au tournoi de Dortmund, lui permirent de remporter son deuxième Oscar des échecs (Kasparov avait quitté la compétition en 2005).

### Matchs contre les ordinateurs (2002 et 2006)
En 2002, une confrontation entre Deep Fritz version 7 et Vladimir Kramnik avait abouti sur un match nul.
En 2006, un mois après avoir conquis le titre réunifié de champion du monde, Kramnik entame une compétition homme/machine avec pour adversaire le programme Deep Fritz 10, monté sur un PC quadri-processeur capable de calculer jusqu'à 10 millions de coups à la seconde. Le match, qui a lieu du 25 novembre au 5 décembre 2006 à Bonn, est doté d'un prix d'un million de dollars en cas de victoire de Kramnik et de 500 000 USD en cas de victoire de Fritz. La compétition est organisée en six confrontations.
Deep Fritz parvint à gagner les parties 2 et 6 avec les Blancs, face à un Kramnik sans doute fatigué par son duel pour le titre mondial le mois précédent. En effet, lors de la deuxième partie, Kramnik permet à la machine de le mater en un coup dans une position par ailleurs équilibrée. Les quatre autres parties se soldèrent par des nulles.

### Perte du titre mondial (depuis 2007)

#### Tournoi de Mexico 2007

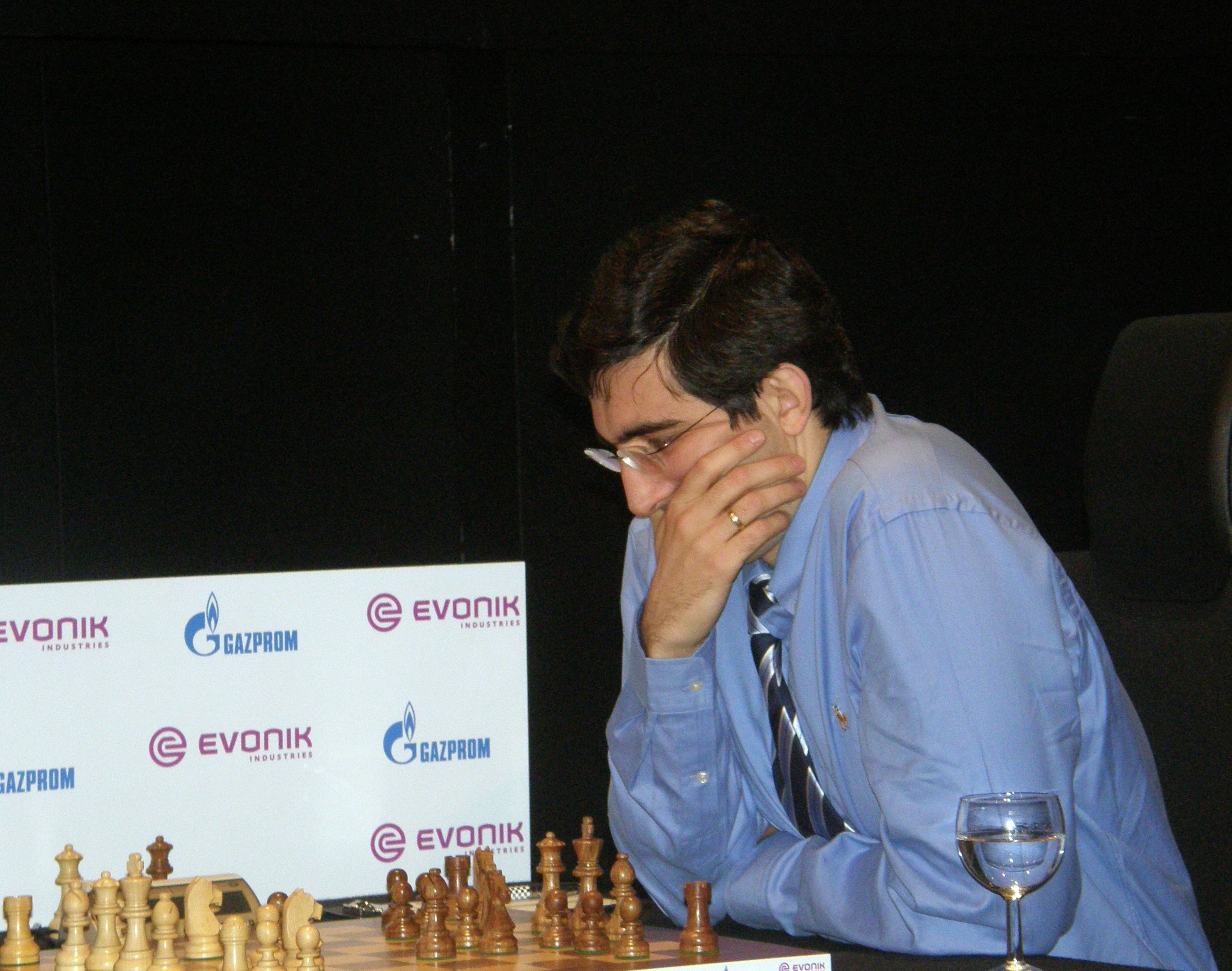
Vladimir Kramnik lors du championnat du monde de 2008.

Grâce à sa victoire sur Topalov en 2006, Vladimir Kramnik était qualifié pour le Championnat du monde d'échecs 2007 à Mexico, qui consistait en un tournoi fermé double rondes avec 8 joueurs (la FIDE ayant rompu en 2005 avec la tradition des matches). Après un bon début de tournoi (2/3), il ne parvint pas à l'emporter face à Aleksandr Grichtchouk dans une position clairement avantageuse et concède 6 nulles consécutives avant de s'incliner face à Aleksandr Morozevitch, permettant à Viswanathan Anand de prendre seul la tête. Grâce à une bonne fin de tournoi (3,5/5) il prend la deuxième place, parvenant à rattraper Boris Guelfand mais pas Anand. Kramnik perd ainsi son titre de champion du monde.

#### Match contre Anand (octobre 2008)
En octobre 2008, Kramnik affronta en match de 12 parties le tenant du titre, Viswanathan Anand, pour le titre mondial à Bonn en Allemagne. Il fut rapidement mené trois victoires à zéro après six parties mais remporte la 10e. Il est finalement défait 6,5 – 4,5 (+1 - 3 =7) et Anand conserve le titre.

#### Tournois des candidats (2011, 2013, 2014 et 2018)

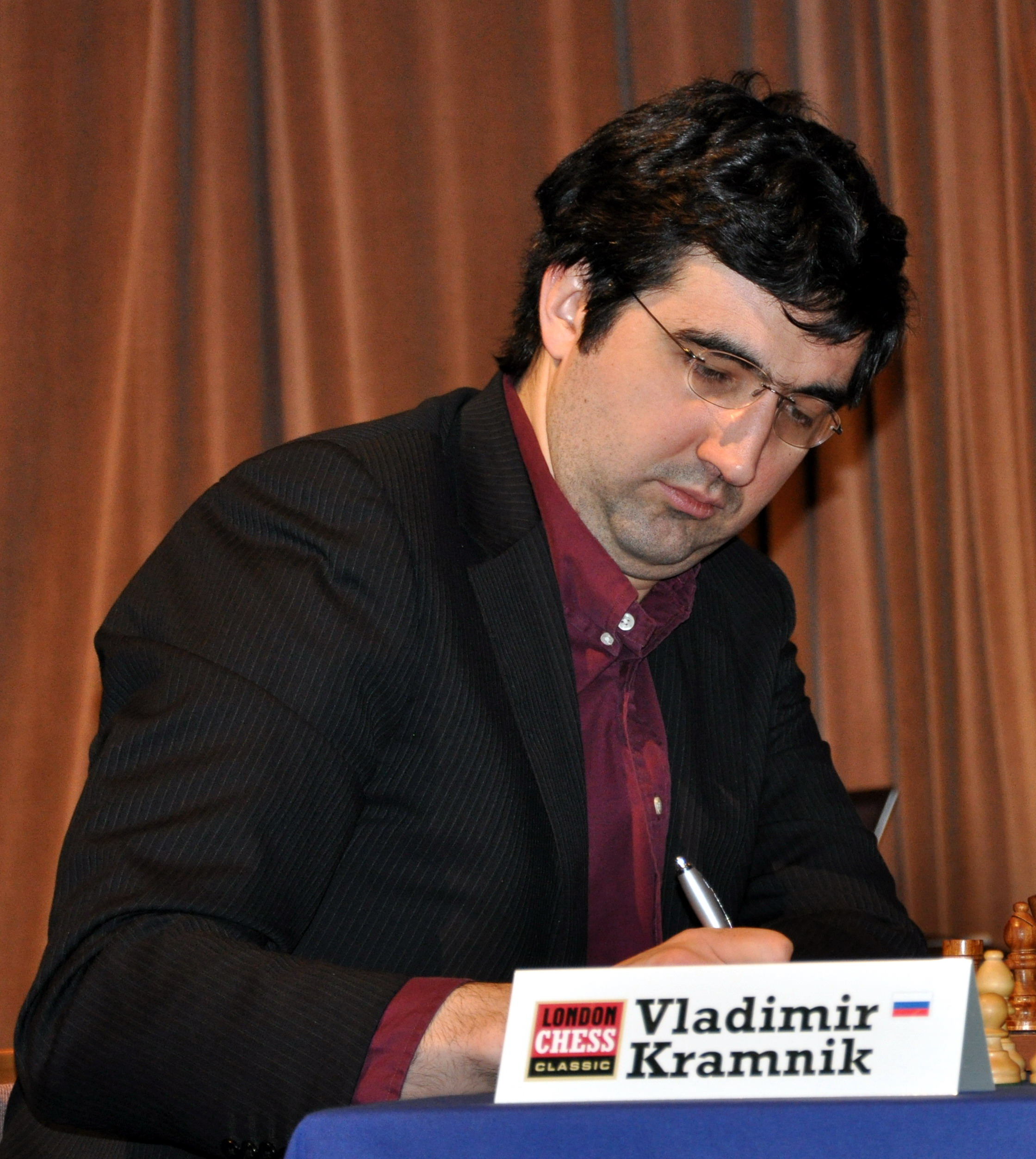
Vladimir Kramnik à Londres en 2010.

Grâce à son classement Elo (2 785 points en mai 2011), Vladimir Kramnik était qualifié d'office pour les quarts de finale du tournoi des candidats qui avait lieu en mai 2011 à Kazan. Il remporta son match de quart de finale contre Radjabov avant de perdre contre Grichtchouk lors du départage en parties éclair (blitz).
Grâce à son classement Elo (2 810 points en mars 2013), Vladimir Kramnik était qualifié d'office pour le tournoi des candidats qui a lieu en mars 2013 à Londres. Il finit premier ex æquo avec Magnus Carlsen, mais deuxième au nombre de parties gagnées (quatre contre cinq pour Carlsen).
Il remporte la Coupe du monde d'échecs 2013 organisée en Norvège, battant Maxime Vachier-Lagrave en demi-finale et Dmitri Andreïkine en finale. 
En 2014, Kramnik finit troisième ex æquo du tournoi des candidats disputé à Khanty-Mansiïsk, remporté par Viswanathan Anand. En 2015, il est éliminé au troisième tour de la coupe du monde par Dmitri Andreïkine qu'il avait battu lors de la finale de la Coupe du monde d'échecs 2013.
En août 2016, il perdit sa deuxième place mondiale au classement Elo, au profit du Français Maxime Vachier-Lagrave. Il reprit la deuxième place brièvement en octobre 2016 avec 2 817 points Elo à Vachier-Lagrave pour la perdre de nouveau, cette fois au profit de Fabiano Caruana. Il finit l'année 3e mondial devant Wesley So, qui lui prend la 3e place début 2017.
En 2018, Kramnik est sélectionné par les organisateurs du tournoi des candidats de Berlin comme huitième participant. Il finit à la cinquième-sixième place avec 6,5 points sur 14.

#### Retrait des compétitions classiques (2019)
En janvier 2019, après le tournoi Tata Steel de Wijk aan Zee où il finit dernier ex æquo avec 4,5 points sur 13, Kramnik annonce l'arrêt de sa carrière de joueur professionnel, tout en envisageant de disputer des compétitions à cadence rapide ou blitz. La même année, il remporte le tournoi de blitz d'Amsterdam (ex æquo avec Anand) et la médaille de bronze au Championnat du monde de blitz 2019.

## Palmarès (parties lentes)
Les tables suivantes donnent les résultats et les scores de Vladimir Kramnik dans les tournois et les matchs. La notation (+3 –1 =7) signifie : trois victoires, une défaite et sept parties nulles.

### 1987 à 1992: champion du monde des moins de 18 ans
En 1989, après s'être qualifié lors du tournoi de Belgorod organisé par la GMA, Kramnik finit 64e de l'open GMA de Moscou avec 4,5 / 9 (+2 −2 =5) (victoire de Dolmatov : 7/9).
| Année | Vainqueur | Deuxième à quinzième |
| ----- | --- | --- |
| 1987  | Samtredia (tournoi par équipes) : 6,5 / 7Bakou (championnat d'URSS cadets — moins de seize ans) | |
| 1988  | Dimitrovgrad (5e échiquier de l'équipe de RSFSR) | Championnat d'URSS junior (Ivano-Frankivsk, 5e-10e) : 7 / 11 (tournoi remporté par Oubinine et Kamsky devant Chirov)Rostov-sur-le-Don (10e-11e) : 7,5 / 16 |
| 1989  | | Championnat du monde des moins de 14 ans (2e) : 8,5 / 11 (Aguadilla, tournoi remporté par Veselin Topalov)Open GMA de Belgorod (2e-10e après Tiviakov) : 6 / 9 (+3 =6) Odessa (3e-5e) : 2,5 / 5 (victoire de Serper devant Tiviakov)Championnat d'URSS junior (Pinsk, 6e-10e) : 7 / 11 (tournoi remporté par Tiviakov)Sotchi (4e-5e) : 6 / 11 (+2 −1 =8) (Mémorial Tchigorine, tournoi B remporté par Tounik)                                   |
| 1990  | Sotchi (tournoi de sélection juniors) : 6 / 8 (+4 =4) (sélection pour le championnat d'Europe juniors) 1990 et 1991 (départage) : Championnat de la RSFSR : 9,5 / 15 (+4 =11) (Kouïbychev, ex æquo avec Makharov, Sorokhine et Kharlov) 2e du tournoi de départage (Rybinsk) : 3 / 6 (+1 -1 =4) (victoire de Marat Makarov) | Championnat d'URSS junior (3e-7e) : 7,5 / 11 (+4 –1 =6) (Simferopol, tournoi remporté par Sakaïev et Chtchekatchev)Sotchi (tournoi de sélection juniors, 3e-4e) : 7 / 11 (+3 =8) (tournoi remporté par Alterman devant Belikov)Championnat du monde des moins de 18 ans (2e) : 8 / 11 (+5 =6) (Singapour, tournoi remporté par Tiviakov)1990-1991 : Championnat d'Europe junior (3e-7e) : 7 / 11 (+5 –2 =4) (Arnhem, victoire de Rune Djurhuus) |
| 1991  | Kherson (1er-3e) : 8 / 13 (+5, –2, =6) (ex æquo avec Ibraguimov et Kharlov) Championnat du monde des moins de 18 ans (Guarapuava) : 9 / 11 (+7 =4)Olympiade universitaire (Maringá, 2e échiquier) : 6 / 6Rio de Janeiro (système Scheveningue) : 11 / 12 (+9 =2) | Open de Gdynia (2e) : 8,5 / 11(Léningrad) Match URSS-Yougoslavie juniors (3e) : 6 / 8 (+5 –1 =2)Open de Moscou (2e-4e après Vaganian) : 6,5 / 9 Open de São Paulo : 7 / 9 (+6, –1, =2)Championnat d'URSS (15e-22e) : 6 / 11 (+2, –1 =8) (Moscou, tournoi remporté par Minassian et Maguerramov)Open de Groningue (8e) : 6,5 / 9 (+4 =5) |
| 1992  | Open de Gausdal (Troll Masters, 1er-7e) : 6,5 / 9 (+4 =5)Open de Dortmund (1er-3e) : 8,5 / 11 (+6 =5) (ex æquo avec Lputian et Azmaiparashvili) Olympiade de Manille (1re réserve) : 8,5 / 9 (+8 =1) (médaille d'or et meilleure performance de la compétition)Tournoi de Chalcidique : 7,5 / 11 (+4 =7) Championnat d'Europe par équipes (Debrecen, 3e échiquier) : 6 / 7 (+5 =2) (médaille d'or et meilleure performance de la compétition) | Open junior de Oakham (2e-6e) : 6,5 / 9 (+4 =5) (open Young Masters, victoire de Chirov) Open de Moscou (mémorial Alekhine, 9e-15e) : 5,5 / 9 (+3 –1 =5) (tournoi remporté par Tiviakov) 1992-1993 : tournoi de Pampelune (3e-7e) : 4,5 / 9 (+1 –1 =7) (tournoi remporté par Lautier devant Illescas) |

### 1993 à 1998: candidat au championnat du monde
En 1993, Kramnik se qualifia pour les matchs des candidats aux championnats du monde FIDE et PCA.
En 1994, il fut éliminé au stade des demi-finales des candidats dans chacun des cycles. De 1995 à 1998, Kramnik remporta quatre fois de suite le tournoi de Dortmund. En 1998, il perdit son match des candidats contre Chirov.
| Année | Vainqueur | Deuxième à sixième |
| ----- | --- | --- |
| 1993  | (Cannes) Match contre Lautier : 4,5–1,5 (+4 -1 =1)Amsterdam (mémorial Max Euwe) : 3,5 / 6 (+2 -1 =3) (ex æquo avec Anand et Short) Madrid : 6,5 / 9 (+4 =5) (ex æquo avec Anand et Topalov)(Alcobendas) Match contre Illescas : 4,5–1,5 (+3 -0 =3) | Linares (5e) : 7,5 / 11 (+4 -2 =7) (tournoi remporté par Kasparov)Dortmund (2e-3e derrière Karpov) : 4 / 7 (+1 =6)Tournoi interzonal (Bienne) (2e-9e après Guelfand) : 8,5 / 13 (+6 -2 =5)Belgrade (2e derrière Beliavski) : 6 / 9 (+3 =6) Tournoi de sélection PCA (Groningue) (3e-7e) : 7 / 11 (+4 -1 =6) (tournoi remporté par Adams et Anand)           |
| 1994  | (Wijk aan Zee) Huitième de finale des candidats FIDE contre Youdassine : 4,5–2,5 (+2 - 0 =5) | Linares (5e-6e) : 7 / 13 (+4 -3 =6) (tournoi remporté par Karpov)Quarts de finale des candidats : PCA : match contre Kamsky (New York) : 1,5–4,5 (+0 -3 =3) FIDE : match contre Guelfand (Sanghi Nagar) : 2,5–3,5 (+1 -2 =3)Novgorod (3e) : 5 / 10 (+3 -3 =4) (victoire de Kasparov et Ivantchouk)Olympiade de Moscou (5e au 2e échiquier) : 8 / 11 (+5 =6) |
| 1995  | Dortmund : 7 / 9 (+5 =4)Horgen : 7 / 10 (+4 =6) (ex æquo avec Ivantchouk)Belgrade : 8 / 11 (+6 -1 =4) (ex æquo avec Guelfand) | Riga (mémorial Tal) (4e-5e) : 6 / 11 (+2 =8) (tournoi remporté par Kasparov devant Anand, Ivantchouk et Short) Novgorod (6e) : 5 / 9 (+3 -2 =4) (victoire de Kasparov devant Ehlvest, Ivantchouk, Short et Topalov) |
| 1996  | Dos Hermanas : 6 / 9 (+3 =6) (ex æquo avec Topalov) Dortmund : 7 / 9 (+5 =4) (ex æquo avec Anand) | Amsterdam (5e-6e) : 4,5 / 9 (+2 -2 =5) (mémorial Max Euwe, victoire de Kasparov et Topalov)Novgorod (4e-6e) : 4,5 / 10 (+2 -3 =5, tournoi remporté par Topalov)Vienne (4e-6e) : 5 / 9 (+3 -2 =4) (victoire de Karpov, Topalov et Guelfand)Las Palmas (3e-4e) : 5 / 10 (+2 -2 =6) (tournoi remporté par Kasparov)                                            |
| 1997  | Dos Hermanas : 6 / 9 (+3 =6) (ex æquo avec Anand)Dortmund : 6,5 / 9 (+4 =5)Tilbourg : 8 / 11 (+5 =6) (ex æquo avec Svidler et Kasparov) | Linares (2e après Kasparov) : 7,5 / 11 (+5 =5) Novgorod (2e après Kasparov) : 6 / 10 (+3 -1 =5)Belgrade (4e-6e) : 5 / 9 (+2 -1 =6) (victoire de Anand et Ivantchouk) |
| 1998  | Wijk aan Zee : 8,5 / 13 (+6 -2 =5) (ex æquo avec Anand) Dortmund : 6 / 9 (+3 =6) (ex æquo avec Svidler et Adams) | Linares (3e-4e) : 6,5 / 10 (+2 -1 =9) (victoire de Anand devant Chirov)(Carzola) Match des candidats contre Shirov : 3,5–5,5 (+0 -2 =7)Tilburg (3e-4e) : 6 / 11 (+3 -2 =6) (tournoi remporté par Anand) |

### 1999 à 2006: champion du monde classique
En 1999, lors du championnat du monde FIDE de Las Vegas, Kramnik gagna ses matchs contre Tiviakov, Kortchnoï et Topalov mais fut éliminé en quarts de finale au départage par Michael Adams. La même année jusqu'au début 2000, il fut invaincu dans les tournois auxquels il participa et il réalisa une série de 82 parties à cadence lente sans défaite. Cependant, Kramnik fut devancé par Kasparov à Linares et à Wijk aan Zee (en 1999 et 2000), par Leko à Dortmund 1999 et par Adams à Dos Hermanas 1999 et au championnat du monde de Las Vegas 1999. Sa première partie perdue fut au tournoi de Dortmund 2000 face à Adams.
| Année | Vainqueur ou ex æquo | Deuxième à septième |
| ----- | --- | --- |
| 1999  | | Wijk aan Zee (3e) : 8 / 13 (+3 =10) (tournoi remporté par Kasparov devant Anand) Linares (2e-3e) : 8 / 14 (+2 =12) (tournoi remporté par Kasparov devant Anand)Dos Hermanas (2e derrière Adams) : 5,5 / 9 (+2 =7) Dortmund (2e derrière Lékó) : 4,5 / 7 (+2 =5) Championnat du monde FIDE (Las Vegas) (+2 =6 en parties lentes, tournoi remporté par Khalifman) Quart de finaliste : matchs remportés contre Tiviakov : 1,5–0,5, contre Kortchnoï : 1,5–0,5 et contre Topalov : 1–1 (=2), puis 2–0 (rapide) Quart de finale perdu contre Adams : 1–1 (=2), 1–1 (rapide), 0–2 |
| 2000  | Linares : 6 / 10 (+2 =8) (ex æquo avec Kasparov)Dortmund : 6 / 9 (+4 -1 =4) (ex æquo avec Anand)Championnat du monde « classique » contre Kasparov (Londres) : 8,5-6,5 (+2 =13)                                                          | Wijk aan Zee (2e-4e) : 8 / 14 (+3 =10) (tournoi remporté par Kasparov devant Anand et Lékó) |
| 2001  | Dortmund : 6,5 / 10 (+3 =7) (ex æquo avec Topalov)(Moscou) Match exhibition contre Kasparov (Mémorial Botvinnik) : 2–2 en parties lentes (+0 -0 =4)                                                                                      | Wijk aan Zee (3e-4e) : 8 / 13 (+4 -1 =8) (victoire de Kasparov devant Anand et Ivantchouk) Astana (2e après Kasparov) : 6,5 / 10 (+4 -1 =5) |
| 2002  | (León) Match contre Anand (Advanced chess) : 3,5–2,5 (+1 =5)(Bahreïn) Match contre Deep Fritz : 4–4 (+2 -2 =4) | |
| 2003  | Linares : 9 / 14 (+4 =10) (ex æquo avec Leko) | Wijk aan Zee (4e-8e) : 7 / 13 (+4 -3 =6) (victoire de Anand devant Polgar et Bareïev)Dortmund (2e-3e derrière Bologan) : 5,5 / 10 (+1 =9) |
| 2004  | Linares : 6 / 12 (+2 =10)Championnat du monde « classique » contre Leko (Brissago) : 7-7 (+2 -2 =10) | Wijk aan Zee (6e-8e) : 6,5 / 13 (+3 -3 =7) (victoire de Anand devant Leko, Adams, Topalov et Bologan)Dortmund (finaliste contre Anand) : 13,5 / 24 (+6 -3 =15) (5/10, =10 dans les parties classiques) |
| 2005  | | Wijk aan Zee (4e-7e) : 7 / 13 (+2 -1 =10) (victoire de Leko devant Anand et Topalov)Sofia (tournoi Mtel) (5e-6e) : 4 / 10 (+2 -4 =4) (victoire de Topalov)Dortmund (7e-8e) : 4,5 / 9 (+2 -2 =5) (victoire de Naiditsch) Championnat de Russie (Moscou, 7e) : 5,5 / 11 (+2 -2 =7) (victoire de Roublevski devant Jakovenko et Morozevitch) |
| 2006  | Dortmund : 4,5 / 7 (+2 =5) (ex æquo avec Svidler) Olympiade de Turin : 6,5 / 9 (+4 =5), médaille d'or au premier échiquier Championnat du monde contre Topalov (Elista) : 6–6 (+3 -3 =6), match de départage rapide : 2,5–1,5 (+2 -1 =1) | Dortmund : 4,5 / 7 (+2 =5) (ex æquo avec Svidler) Olympiade de Turin : 6,5 / 9 (+4 =5), médaille d'or au premier échiquier Championnat du monde contre Topalov (Elista) : 6–6 (+3 -3 =6), match de départage rapide : 2,5–1,5 (+2 -1 =1) |

### 2007 à 2019

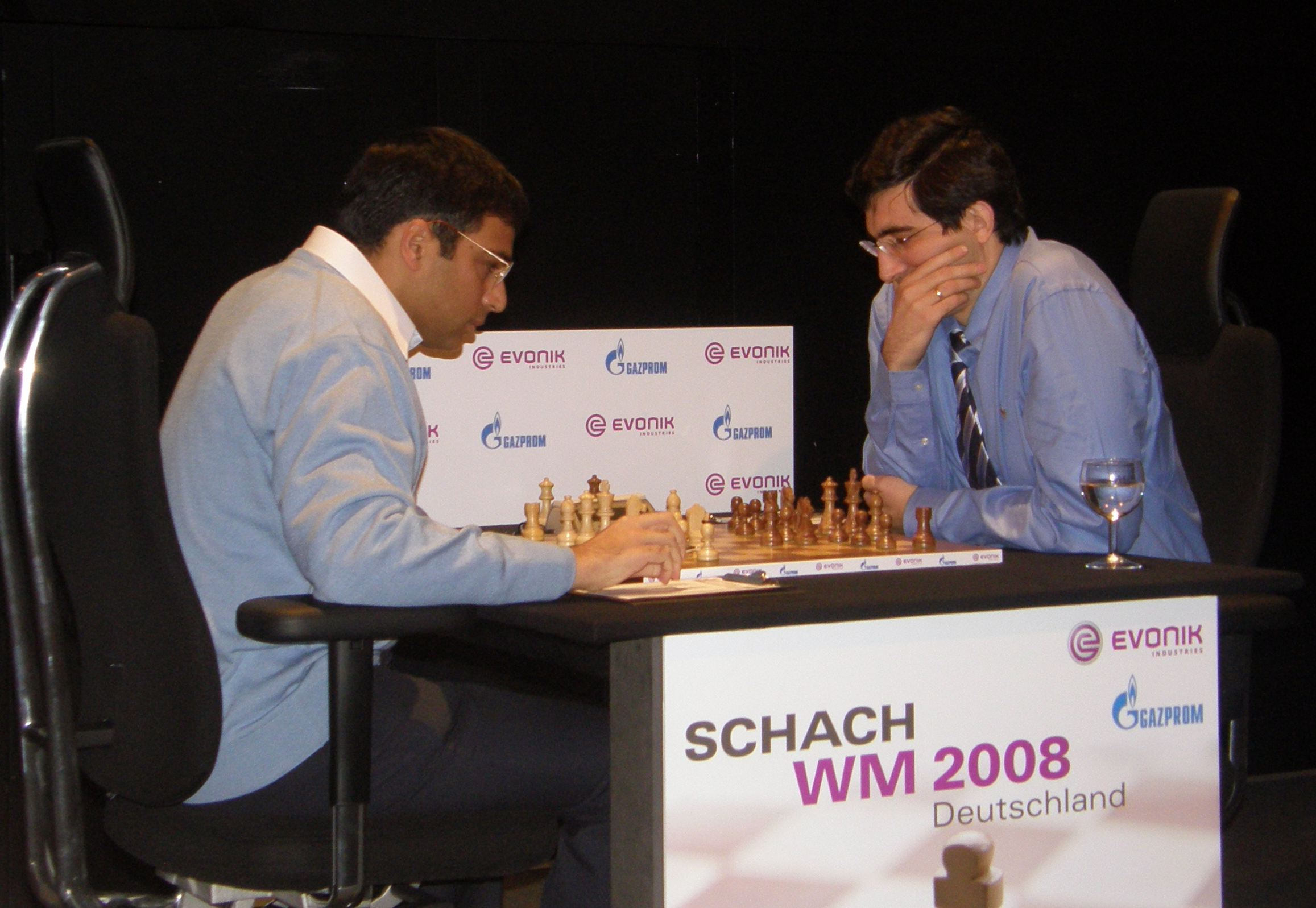
Kramnik face à Anand en 2008

En 2007, Kramnik perdit son titre de champion mondial à Mexico. Il échoua à le reconquérir lors du match revanche contre Anand en 2008. Puis en 2011, il échoua en demi-finale du tournoi des candidats visant à désigner le challenger d'Anand pour le Championnat du monde d'échecs 2012.
En novembre 2011, Kramnik finit 8e-9e et avant-dernier du mémorial Tal avec : 3,5 / 9 (+0 –2 =7) (victoire de Aronian et Carlsen).
En juin 2013, il termina dixième et dernier (avec 3 points sur 9 : trois défaites et six parties nulles) du mémorial Tal à Moscou remporté par Boris Guelfand.
En janvier 2019, il finit 13e-14e (dernière place avec 4,5 points sur 13, +2 –6 =5) du tournoi de Wijk aan Zee.
| Année | Vainqueur ou ex æquo | Deuxième à septième |
| ----- | --- | --- |
| 2007  | Dortmund : 5 / 7 (+3 =4) Moscou (mémorial Tal) : 6,5 / 9 (+4 =5)                                                                                          | Wijk aan Zee (4e) : 8 / 13 (+3 =10) (victoire de Aronian, Topalov et Radjabov)Championnat du monde (2e-3e) : 8 / 14 (+3 –1 =10) (Mexico, victoire de Anand devant Guelfand)(Moscou) Match Advanced Chess contre Anand : 1-1 (+0 -0 =2) |
| 2008  | | Wijk aan Zee (7e-9e) : 6,5 / 13 (+2 –2 =9) (victoire de Carlsen et Aronian)Dortmund (7e) : 3 / 7 (+1 –2 =4) (tournoi remporté par Lékó)Moscou (mémorial Tal, 4e-5e) : 5 / 9 (+2 –1 =6) (victoire de Ivantchouk)Championnat du monde contre Viswanathan Anand (Bonn) : 4,5–6,5 (+1 –3 =7) |
| 2009  | Dortmund : 6,5 / 10 (+3 =7)Moscou (mémorial Tal) : 6 / 9 (+3 =6)                                                                                          | Londres (Chess Classic) (2e derrière Carlsen) : 4,5 / 7 (+3 –1 =3) |
| 2010  | Bilbao : 4 / 6 (+2 =4) (finale du Masters d'échecs) | Wijk aan Zee (2e-3e) : 8 / 13 (+4 –1 =8) (victoire de Carlsen devant Chirov)Dortmund (3e-4e) : 5 / 10 (+2 –2 =6) (victoire de Ponomariov devant Le Quang et Mamedyarov)Shanghai (2e-3e) : 3 / 6 (+1 –1 =4) (victoire de Chirov devant Aronian)Moscou (7e) : 4,5 / 9 (+2 –2 =5) (mémorial Tal remporté par Aronian et Kariakine)Londres (4e-5e derrière Carlsen, Anand et McShane) : 4 / 7 (+2 –1 =4) |
| 2011  | Dortmund : 7 / 10 (+5 −1 =4)Tournoi de Hoogeveen : 4,5 / 6 (+3 =3)Londres : 16 / 24 (+4 =4)                                                               | Wijk aan Zee (5e-6e) : 7,5 / 13 (+3 –1 =9) (victoire de Nakamura devant Anand)Tournoi des candidats (Kazan, demi-finaliste) : 4 / 8 (=8 en parties classiques)(Moscou) Championnat de Russie (3e-5e) : 4 / 7 (+3 −2 =2) (victoire de Svidler devant Morozevitch) |
| 2012  | (Zurich) Match contre Aronian : 3–3 (+1 –1 =4) (Zurich Chess Challenge)                                                                                   | Moscou (mémorial Tal, 4e-7e) : 4,5 / 9 (+2 –2 =5) (victoire de Carlsen devant Caruana et Radjabov)Dortmund (3e-6e) : 5,5 / 9 (+3 −1 =5) (victoire de Caruana devant Kariakine, Ponomariov, Leko et Naiditsch)Londres (2e derrière Carlsen) : 16 / 24 (+4 =4) |
| 2013  | Coupe du monde : 12 / 18 en parties classiques et 3,5 / 4 en départages rapides                                                                           | Zurich (3e-4e) : 2,5 / 6 (+0 –1 =5) (victoire de Caruana devant Anand et Guelfand)Tournoi des candidats (2e au départage derrière Carlsen) : 8,5 / 14 (+4 −1 =9) (Londres, départage : nombre de victoires inférieur à celui de Carlsen)Paris-Saint-Pétersbourg (mémorial Alekhine, 4e-8e) : 4,5 / 9 (+2 −2 =5) (victoire de Aronian devant Guelfand et Anand)Dortmund (2e après Adams) : 6,5 / 9 (+5 –1 =3)(Nijni Novgorod) Championnat de Russie (3e-4e) : 5,5 / 9 (+4 –2 =3) (victoire de Svidler devant Nepomniachtchi) |
| 2014  | Londres (Chess Classic) : 7 / 15 (+1 =4) (ex æquo avec Anand et Giri) (2e au départage)                                                                   | Tournoi des candidats (3e-5e) : 7 / 14 (+3 −3 =8) (Khanty-Mansiïsk, victoire de Anand devant Kariakine)Stavanger (tournoi Norway Chess, 6e-9e) : 4 / 9 (+2 –3 =4) (victoire de Kariakine devant Carlsen et Grichtchouk)Dortmund (7e) : 2,5 / 7 (+0 −2 =5) (victoire de Caruana devant Leko et Meier)Moscou (mémorial Petrossian, 2e derrière Grichtchouk) : 4,5 / 7 (+2 =5)Open du Qatar (2e-3e) : 7 / 9 (+6 –1 =2) (Doha, victoire de Yu Yangyi devant Giri)                                                               |
| 2015  | (Reykjavik) Coupe d'Europe des clubs d'échecs : 4,5 / 5 (meilleure performance individuelle : 3 102) (bat Nepomniachtchi, Svidler, Topalov et Ivantchouk) | Zurich (3e) : 2,5 / 5 (=5) (victoire de Anand devant Nakamura en parties lentes)Şəmkir (5e) : 4 / 9 (+2 –3 =4) (mémorial Gashimov, victoire de Carlsen devant Anand, So et Caruana)Dortmund (4e) : 3,5 / 7 (+3 –3 =1) (victoire de Caruana devant So et Nisipeanu)Open du Qatar (3e-7e) : 6,5 / 9 (+4, =5, victoire de Carlsen devant Yu Yangyi) |
| 2016  | Olympiade de Bakou : 6,5 / 8 (+5 =3) (médaille d'or au 2e échiquier)                                                                                      | Stavanger (Norway Chess, 3e-5e) : 5 / 9 (+1 =8) (victoire de Carlsen devant Aronian)Dortmund (2e-4e) : 4 / 7 (+1 =6) (victoire de Vachier-Lagrave devant Caruana et Domínguez)Moscou (5e-8e) : 4,5 / 9 (+2 –2 =5) (mémorial Tal remporté par Nepomniachtchi)Londres (3e-5e) : 5 / 9 (+1 =8) (victoire de Wesley So devant Caruana) |
| 2017  | | Şəmkir (2e-4e) : 5 / 9 (+3 –2 =4) (mémorial Gashimov, victoire de Mamedyarov)Stavanger (tournoi Norway Chess, 2e-3e) : 5 / 9 (+3 –2 =4) (victoire de Aronian devant Nakamura) Dortmund (4e) : 3,5 / 7 (+1 –1, =5) (victoire de Wojtaszek)Open de l'île de Man (4e-12e) : 6,5 / 9 (+6 –2, =1) (victoire de Carlsen devant Anand et Nakamura) |
| 2018  | | Wijk aan Zee (Tata Steel, 3e-4e) : 8,5 / 13 (+6 –2 =5) (victoire de Carlsen devant Giri et Mamedyarov)Tournoi des candidats (5e-6e) : 6,5 / 14 (+3 –4 =7) (Berlin, victoire de Caruana devant Kariakine et Mamedyarov) Dortmund (6e-7e) : 3 / 7 (+1 –2, =4) (victoire de Nepomniachtchi)Open de l'île de Man (3e-9e) : 6,5 / 9 (+4, =4) (victoire de R. Wojtaszek) |

### Championnat du monde FIDE 1999 et coupes du monde
| Année | Lieu                             | Résultat        | Ultime adversaire  | Adversaires battus |
| ----- | -------------------------------- | --------------- | ------------------ | --- |
| 1999  | Las Vegas (championnat du monde) | Quart de finale | Michael Adams      | Sergei Tiviakov, Viktor Kortchnoï, Veselin Topalov                                                                                   |
| 2013  | Tromsø (coupe du monde)          | Vainqueur       | Dmitri Andreïkine  | Gillan Bwalya, Mikhaïl Kobalia, Aleksandr Arechtchenko, Vassili Ivantchouk, Anton Korobov, Maxime Vachier-Lagrave, Dmitri Andreïkine |
| 2015  | Bakou                            | troisième tour  | Dmitri Andreïkine  | Deysi Cori, Lázaro Bruzón |
| 2017  | Tbilissi                         | troisième tour  | Vassili Ivantchouk | Dai Changren, Anton Demtchenko |

### Compétitions par équipes

#### Olympiades
Kramnik a remporté trois olympiades d'échecs avec l'équipe de Russie (1992, 1994 et 1996). Il est resté invaincu lors de ses six premières participations (1992, 1994, 1996, 2006, 2008 et 2010) à cette compétition (+20 =36), il détient le record du plus grand de parties jouées sans défaites aux olympiades et a obtenu trois médailles d'or individuelles (deux en 1992 et une en 2006). Premier remplaçant de l'équipe de Russie en 1992, il a joué au deuxième échiquier en 1994 et 1996 et au premier échiquier lors des trois dernières éditions. En 2012, Kramnik perdit une partie contre Nakamura mais la Russie finit deuxième. En 2014, il perdit deux parties (contre Qosimjonov et Vallejo-Pons) et la Russie fut quatrième. En 2016, il remporte la médaille de bronze par équipe et la médaille d'or individuelle au deuxième échiquier.

#### Champion d'Europe (1992)
Lors de sa seule participation, Kramnik a remporté le championnat d'Europe d'échecs des nations à Debrecen en 1992 en réalisant la meilleure performance individuelle avec six points sur sept (+5 =2).

#### Champion du monde par équipe (2013)
Kramnik a participé deux fois au championnat du monde d'échecs par équipe. Il jouait à chaque fois au premier échiquier. En 1993, la Russie termina troisième. En 2013, elle finit première.

#### Vainqueur de la Coupe d'Europe des clubs d'échecs (2015 et 2017)
Kramnik a participé neuf fois à la coupe d'Europe des clubs : cinq fois de suite de 1995 à 1999, puis en 2005, 2015, 2016 et 2017 (en 2002, membre du NAO Paris qui finit quatrième, il ne disputa aucune partie).
En 2015, il a remporté la compétition avec son club ainsi que la médaille d'or au premier échiquier pour sa performance (4,5 points sur 5). En 2017, il remporte la médaille d'or par équipe avec le club de Globus.

### Victoires au tournoi de Dortmund

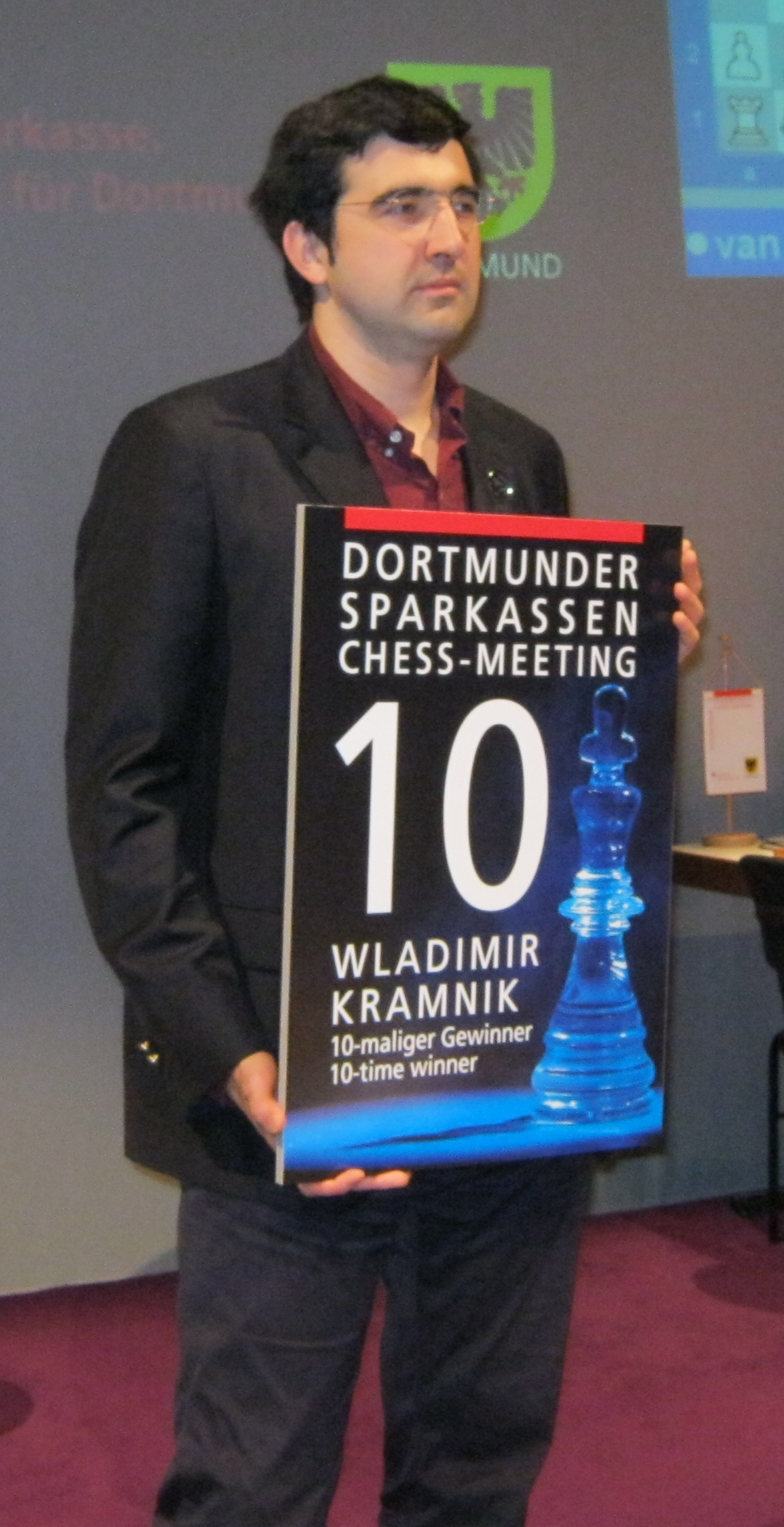
Dixième titre de Kramnik à Dortmund en 2011.

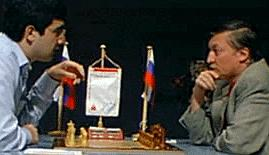
Kramnik face à Karpov lors du tournoi de Dortmund 1999.

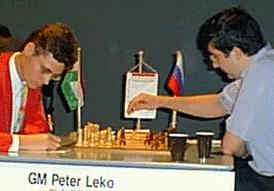
Kramnik face à Leko en 1999.

En 1992, Kramnik remporta l'open de Dortmund. Il participa pour la première fois au tournoi de grands maîtres de Dortmund en 1993 et il finit deuxième derrière Karpov. Par la suite, il remporta dix fois le tournoi de Dortmund, dont quatre fois de suite de 1995 à 1998.
Depuis 1995, Kramnik a participé à toutes les éditions sauf celle de 2002. En 2002, le tournoi était un tournoi des candidats qui désigna Leko comme adversaire de Kramnik pour le championnat du monde d'échecs 2004 (classique) (Kramnik annula le match contre Leko).
| Année | Classement             | Score                                                              | Score                                                              | Adversaires battus                                                    | Défaites                                         | Début du classement et notes |
| ----- | ---------------------- | ------------------------------------------------------------------ | ------------------------------------------------------------------ | --------------------------------------------------------------------- | ------------------------------------------------ | --- |
| 1992  | 1er-3e de l'open A     | 8,5 / 11                                                           | (+6 =5)                                                            | Taam, Levin, Knaak, Lputian, Glek et Grívas                           |                                                  | 1er-3e : Kramnik, Lputian et Azmaiparashvili |
| 1993  | Deuxième               | 4 / 7                                                              | (+1 =6)                                                            | Serper                                                                |                                                  | 1er : Karpov |
| 1995  | Vainqueur              | 7 / 9                                                              | (+5 =4)                                                            | Ivantchouk, Beliavski, Lobron, Short et Piket                         |                                                  | 1er : Kramnik, devant Karpov, Leko, Lautier et Ivantchouk |
| 1996  | Vainqueur au départage | 7 / 9                                                              | (+5 =4)                                                            | J. Polgar, Adams, Hübner Lobron et Chirov                             |                                                  | 1er : Kramnik au départage ; 2e : Anand (ex æquo) suivi de Guelfand, Adams, Polgar, Chirov et Topalov                                                           |
| 1997  | Vainqueur              | 6,5 / 9                                                            | (+4 =5)                                                            | Karpov, Ivantchouk J. Polgar et Youssoupov                            |                                                  | 1er : Kramnik devant Anand, Topalov, Ivantchouk, Polgar, Guelfand, Karpov, Short, Hübner et Youssoupov                                                          |
| 1998  | Vainqueur au départage | 6 / 9                                                              | (+3 =6)                                                            | Svilder, Chirov et Youssoupov                                         |                                                  | 1er : Kramnik au départage ; 2e-3e : Svidler et Adams suivis de Leko, Ivantchouk et Anand                                                                       |
| 1999  | Deuxième               | 4,5 / 7                                                            | (+2 =5)                                                            | Timman et Topalov                                                     |                                                  | 1er : Lékó ; 2e : Kramnik, devant Anand, Karpov et Adams |
| 2000  | Vainqueur au départage | 6 / 9                                                              | (+4, –1, =4)                                                       | Akopian, Deep Junior Anand et Hübner                                  | Adams                                            | 1er au départage : Kramnik ; 2e : Anand (ex æquo) |
| 2001  | Vainqueur au départage | 6,5 / 10                                                           | (+3 =7)                                                            | Morozevitch, Anand et Topalov                                         |                                                  | 1er : Kramnik au départage ; 2e : Topalov ; 3e : Lékó Tournoi à deux tours avec six joueurs.                                                                    |
| 2003  | 2e-3e                  | 5,5 / 10                                                           | (+1 =9)                                                            | Radjabov                                                              |                                                  | 1er : Bologan ; 2e-3e : Anand et Kramnik Tournoi à deux tours avec six joueurs.                                                                                 |
| 2004  | Deuxième (finaliste)   | 13,5 / 24 (=10 : classique) (+0, –1, =3) rapide (+6, –2, =2) blitz | 13,5 / 24 (=10 : classique) (+0, –1, =3) rapide (+6, –2, =2) blitz | Kariakine (blitz) Bologan (2 fois en blitz) Svidler (3 fois en blitz) | Kariakine (blitz) Svidler (blitz) Anand (rapide) | 1er : Anand, qui gagne la finale après départage rapide. Demi-finalistes : Svidler (3e) et Lékó (4e) (Les parties de départage en blitz étaient de 10 min 5 s.) |
| 2005  | 7e-8e                  | 4,5 / 9                                                            | (+2 –2 =5)                                                         | Topalov et Svidler                                                    | Sutovsky Bacrot                                  | 1er : Arkadij Naiditsch ; 2e-5e : Topalov, Bacrot, Svidler et Van Wely                                                                                          |
| 2006  | Vainqueur au départage | 4,5 / 7                                                            | (+2 =5)                                                            | Jobava et Lékó                                                        |                                                  | 1er : Kramnik au départage ; 2e : Svidler (ex æquo) |
| 2007  | Vainqueur              | 5 / 7                                                              | (+3 =4)                                                            | Carlsen, Guelfand et Naiditsch                                        |                                                  | 2e-4e : Leko, Alekseïev et Anand ; 5e : Mamedyarov ; 6e : Carlsen ; 7e : Guelfand ; 8e : Naiditsch                                                              |
| 2008  | 7e                     | 3 / 7                                                              | (+1 –2 =4)                                                         | Van Wely                                                              | Ivantchouk Naiditsch                             | 1er : Lékó ; 2e-5e : Gustafsson, Mamedyarov, Ivantchouk et Nepomniachtchi (8 joueurs)                                                                           |
| 2009  | Vainqueur              | 6,5 / 10                                                           | (+3 =7)                                                            | Carlsen et Naiditsch (2 fois)                                         |                                                  | 2e-4e : Lékó, Carlsen et Iakovenko Tournoi à deux tours avec six joueurs.                                                                                       |
| 2010  | 3e-4e                  | 5 / 10                                                             | (+2 –2 =6)                                                         | Mamedyarov et Naiditsch                                               | Ponomariov Naiditsch                             | 1er : Ponomariov ; 2e : Lê Quang Liêm 3e-4e : Kramnik et Mamedyarov Tournoi à deux tours avec six joueurs.                                                      |
| 2011  | Vainqueur              | 7 / 10                                                             | (+5 –1, =4)                                                        | Meier (2 fois), Giri, Nakamura et Ponomariov                          | Nakamura                                         | 2e : Lê Quang Liêm ; 3e-4e : Giri et Ponomariov Tournoi à deux tours avec six joueurs.                                                                          |
| 2012  | 3e-6e                  | 5,5 / 9                                                            | (+3 –1 =5)                                                         | Gustafsson, Bartel et Meier                                           | Caruana                                          | 1er : Caruana ; 2e : Kariakine 3e-6e : Kramnik, Lékó, Naiditsch et Ponomariov Kramnik perdit contre Caruana lors de l'avant-dernière ronde alors qu'il menait   |
| 2013  | Deuxième               | 6,5 / 9                                                            | (+5 –1 =3)                                                         | Wang Hao, Meier, Lékó Friedmann et Caruana                            | Andreïkine                                       | 1er : Adams (7/9) |
| 2014  | 7e                     | 2,5 / 7                                                            | (+0 –2 =5)                                                         |                                                                       | Meier Ponomariov                                 | 1er : Caruana ; 2e-3e : Lékó et Meier |
| 2015  | 4e                     | 3,5 / 7                                                            | (+3 –3 =1)                                                         | Nepomniachtchi Hou Yifan et Meier                                     | Caruana Wesley So Naiditsch                      | 1er : Caruana ; 2e-3e : So et Nepomniachtchi |
| 2016  | 2e-4e                  | 4 / 7                                                              | (+1 =6)                                                            | Naïer                                                                 |                                                  | 1er : Vachier-Lagrave 2e-4e : Kramnik, Caruana et Domínguez |
| 2017  | 4e                     | 3,5 / 7                                                            | (+1 –1, =5)                                                        | Blübaum                                                               | Fedosseïev                                       | 1er : Wojtaszek 2e-3e : Fedosseïev et Vachier-Lagrave |
| 2018  | 6e-7e                  | 3 / 7                                                              | (+1 –2, =4)                                                        | Duda                                                                  | Nepomniachtchi, Giri                             | 1er : Nepomniachtchi 2e-4e : Kavalïow, Duda et Giri |

## Palmarès: compétitions non classiques

### Tournois Amber et Melody Amber (parties rapides et à l'aveugle)
Kramnik détient le record du nombre de victoires au tournoi d'échecs Amber en parties à l'aveugle avec neuf victoires (en 1995, 1996, 1998, 1999, 2000, 2003, 2007, 2008 et 2009) et le record de victoires au classement combiné (en rapide et aveugle) avec six victoires : en 1996, 1998, 1999, 2001, 2004 et 2007. Il fut deux fois premier  ex æquo  du tournoi en parties rapides (en 1994 et 2001).
- 1994 : covainqueur, ex æquo avec Anand, du tournoi rapide de Monaco (Melody Amber) ; deuxième du classement combiné
- 1995 : vainqueur du tournoi à l'aveugle et quatrième du classement combiné
- 1996 : vainqueur des tournois à l'aveugle et combiné de Monaco (Melody Amber) ; 3e-4e du tournoi rapide
- 1997 : 2e-3e du tournoi rapide
- 1998 : vainqueur du tournoi à l'aveugle et covainqueur du classement combiné
- 1999 : vainqueur du classement combiné, 1er-3e du tournoi à l'aveugle et deuxième du tournoi rapide
- 2000 : vainqueur du tournoi à l'aveugle et 2e-4e du classement combiné
- 2001 : covainqueur du tournoi rapide, ex æquo avec Guelfand ; deuxième du tournoi à l'aveugle et du classement combiné
- 2002 : 5e-6e du tournoi à l'aveugle
- 2003 : vainqueur du tournoi à l'aveugle, 4e-5e du classement combiné
- 2004 : covainqueur du classement combiné, deuxième du tournoi à l'aveugle et troisième du tournoi rapide
- 2005 : 4e-6e du tournoi rapide et cinquième du classement combiné
- 2006 : absent du tournoi
- 2007 : vainqueur du tournoi à l'aveugle et du classement combiné ; 2e-5e du tournoi rapide
- 2008 : 1er-4e du tournoi à l'aveugle, 2e-5e du classement combiné et quatrième du tournoi rapide
- 2009 : 1er-3e du tournoi à l'aveugle et 2e-3e du classement combiné
- 2010 : 2e-4e du tournoi à l'aveugle, troisième du classement combiné et 3e-4e du tournoi rapide
- 2011 : avant-dernier des tournois rapide et aveugle

### Tournois rapides et blitz

#### Grands Prix PCA (1994 à 1996)
1994 : Grand Prix rapide PCA-Intel : premier au classement général au départage devant Kasparov 
- Moscou : finaliste, bat Kasparov en demi-finale
- Londres et Paris : demi-finaliste
- New York, bat Kasparov en finale : 1,5 à 0,5
- Paris, finale perdue contre Kasparov : 1 à 2

1995 : Grand Prix PCA-Intel : troisième au classement général
- Moscou et New York : demi-finaliste
- Paris, tournoi rapide et blitz : finale perdue contre Kasparov

1996 : Grand Prix PCA
- Moscou, « Kremlin Stars » : bat Kasparov en finale
- Genève : éliminé en quarts de finale par Speelman

#### Tournois disputés à Zurich
- 2001 : vainqueur du jubilé Kortchnoï (tournoi rapide, 25 min) : bat Kasparov en finale : 1,5 à 0,5
- 2009 : Vainqueur du tournoi jubilé de Zurich rapide : 5 / 7, devant Anand, Topalov et Ponomariov (8 joueurs)
- 2013 : deuxième du tournoi préliminaire en blitz du Chess Challenge de Zurich (4 / 6, tournoi à quatre remporté par Caruana)
- 2015 : vainqueur du tournoi rapide de Zurich (Zurich Chess Challenge) : 3,5 / 5 devant Aronian, Nakamura, Kariakine, Anand et Caruana.
- 2016 : premier-troisième du tournoi préliminaire en blitz du Zurich Chess Challenge : 3,5 / 5 (ex æquo avec Anand et Nakamura)

#### Tournois et matchs disputés à Moscou
- 1994 : finaliste du Grand Prix PCA de Moscou
- 1995 : demi-finaliste du Grand Prix PCA de Moscou
- 1996 : finaliste du Grand Prix PCA de Moscou
- 1998 : match en blitz contre Kasparov : 12 à 12
- 2001 (mémorial Botvinnik) : matchs rapide et blitz contre Kasparov :
  - 3,5-6,5  (+1 −4 =5) en parties rapides ;
  - 3–3 (+1 −1 =4) en blitz.
- 2002
  - Match par équipe Russie–Reste du monde rapide : 4 / 9 (+1 -2 =6)
  - Champion de Moscou de blitz : 15,5 / 19 (devant Grichtchouk et Svidler)[37]
- 2008 (mémorial Tal) : deuxième du tournoi de blitz remporté par Ivantchouk
- 2011 (mémorial Botvinnik rapide) :
  - deuxième-troisième avec 3 / 6 (+1 -1 =4), tournoi remporté par Anand devant Aronian, Kramnik et Carlsen (quatre joueurs)
- 2013 (mémorial Tal) : troisième du tournoi de blitz remporté par Nakamura
- 2019 : troisième du championnat du monde de blitz

#### De 1998 à 2007
1998
- Deuxième du tournoi rapide de Francfort, derrière Anand et devant Kasparov et Ivantchouk

1999
- Francfort (tournoi rapide) : deuxième-troisième

2001
- (Mayence)  « Duel des champions » : match rapide contre Anand : 5 à 5 (+1 -1 =8), Kramnik perd le départage en blitz : 0,5 à 1,5 (+0 -1 =1)
- (Budapest) Match contre Léko : 7–5

2002
- (Londres) Match exhibition  contre Howell (blitz, 5 min) : 3,5–0,5
- (Paris) Grand Prix du sénat rapide : bat Bacrot (1,5-0,5) en demi-finale et Fressinet (2-0) en finale[38]

2003
- Vainqueur du tournoi du Cap d'Agde : 1er-3e du tournoi préliminaire ; bat Anand en finale
- Finaliste du Championnat du monde d'échecs de parties rapides au Cap-d'Agde, battu par Anand en finale

2004
- Tournoi de Dortmund :
  - vainqueur du tournoi de poule préliminaire après départage à quatre (4 points sur 6) contre Bologan, Kariakine et Lékó (les quatre joueurs avaient tous fait nulle dans les parties classiques) ;
  - demi-finale : vainqueur du match de départage en blitz contre Svidler (3-1, nulle dans les parties classiques et rapides) ;
  - battu en finale par Anand lors du départage rapide[39].

2006
- championnat du monde à Elista : match de départage rapide contre Topalov gagné : 2,5–1,5

2007
- Match exhibition d'entraînement rapide perdu contre Aronian à Erevan 2 à 4 (+1 -3 =2).

#### Depuis 2009
2009
- (Bakou) Match rapide Azerbaïdjan-Reste du monde : performance[40] de 2 977 (6,5 / 8, + 5 =3)

2010
- Vainqueur de la coupe de Bakou

2013
- Deuxième du tournoi rapide de Genève (Geneva Chess Masters), battu en finale par Mamedyarov[41]
- Demi-finaliste du Super-16 rapide de Londres (vainqueur de Anand en quart de finale, battu par Nakamura en demi-finale)

2014
- Premier-troisième du tournoi en blitz du tournoi Chess Classic de Londres (troisième au départage derrière Adams et Nakamura)

2015
- Troisième du Championnat du monde de blitz à Berlin : 15/21 (victoire de Grichtchouk devant Vachier-Lagrave)
- Kramnik finit sixième et invaincu du championnat du monde de parties rapides.

2016
- Troisième du tournoi préliminaire en blitz du tournoi Norway Chess (6/9)
- Championnat d'Allemagne de blitz par équipes : 15,5 points marqués sur 17
- Vainqueur des matchs rapide et blitz (tournoi des rois) contre Hou Yifan : 5,5 - 2,5 (rapide) et 6 - 4 (blitz)[42]

2017
- Il s'exhibe en simultanée sur 30 échiquiers à Genève et gagne 29,5-0,5[43]

2019
- 1er-2e du tournoi de blitz d'Amsterdam (5/7, ex æquo avec Anand)

2021
- Invité au Grand Chess Tour Paris, il joue les parties blitz tandis qu'Étienne Bacrot joue les parties rapides, afin que leurs points soient additionnés. Malgré une bonne performance de Bacrot, Kramnik finit dernier du classement blitz et l'équipe Bacrot-Kramnik termine avant-dernière du tournoi[44].

## Exemples de parties

### Kasparov-Kramnik, Dos Hermanas, 1996
Malgré sa réputation de joueur positionnel, dans cette partie Vladimir Kramnik montre son sens du jeu tactique en lançant, avec les Noirs, une attaque de mat contre Garry Kasparov.
Garry Kasparov - Vladimir Kramnik
Dos Hermanas, ronde 6, 27 mai 1996
Défense semi-slave, variante de Meran (code ECO : D47) :
|   | a | b | c | d | e | f | g | h |   |
| 8 | Tour noire sur case blanche a8 · Roi noir sur case blanche e8 · Tour noire sur case noire h8 · Fou noir sur case blanche b7 · Dame noire sur case blanche f7 · Pion noir sur case noire g7 · Pion noir sur case blanche h7 · Pion noir sur case blanche a6 · Fou noir sur case noire d6 · Cavalier blanc sur case blanche a4 · Pion noir sur case noire b4 · Cavalier blanc sur case noire d4 · Cavalier noir sur case blanche e4 · Pion blanc sur case blanche b3 · Pion blanc sur case blanche f3 · Pion blanc sur case blanche g2 · Pion blanc sur case noire h2 · Tour blanche sur case noire a1 · Fou blanc sur case noire c1 · Dame blanche sur case blanche d1 · Tour blanche sur case blanche f1 · Roi blanc sur case noire g1 | Tour noire sur case blanche a8 · Roi noir sur case blanche e8 · Tour noire sur case noire h8 · Fou noir sur case blanche b7 · Dame noire sur case blanche f7 · Pion noir sur case noire g7 · Pion noir sur case blanche h7 · Pion noir sur case blanche a6 · Fou noir sur case noire d6 · Cavalier blanc sur case blanche a4 · Pion noir sur case noire b4 · Cavalier blanc sur case noire d4 · Cavalier noir sur case blanche e4 · Pion blanc sur case blanche b3 · Pion blanc sur case blanche f3 · Pion blanc sur case blanche g2 · Pion blanc sur case noire h2 · Tour blanche sur case noire a1 · Fou blanc sur case noire c1 · Dame blanche sur case blanche d1 · Tour blanche sur case blanche f1 · Roi blanc sur case noire g1 | Tour noire sur case blanche a8 · Roi noir sur case blanche e8 · Tour noire sur case noire h8 · Fou noir sur case blanche b7 · Dame noire sur case blanche f7 · Pion noir sur case noire g7 · Pion noir sur case blanche h7 · Pion noir sur case blanche a6 · Fou noir sur case noire d6 · Cavalier blanc sur case blanche a4 · Pion noir sur case noire b4 · Cavalier blanc sur case noire d4 · Cavalier noir sur case blanche e4 · Pion blanc sur case blanche b3 · Pion blanc sur case blanche f3 · Pion blanc sur case blanche g2 · Pion blanc sur case noire h2 · Tour blanche sur case noire a1 · Fou blanc sur case noire c1 · Dame blanche sur case blanche d1 · Tour blanche sur case blanche f1 · Roi blanc sur case noire g1 | Tour noire sur case blanche a8 · Roi noir sur case blanche e8 · Tour noire sur case noire h8 · Fou noir sur case blanche b7 · Dame noire sur case blanche f7 · Pion noir sur case noire g7 · Pion noir sur case blanche h7 · Pion noir sur case blanche a6 · Fou noir sur case noire d6 · Cavalier blanc sur case blanche a4 · Pion noir sur case noire b4 · Cavalier blanc sur case noire d4 · Cavalier noir sur case blanche e4 · Pion blanc sur case blanche b3 · Pion blanc sur case blanche f3 · Pion blanc sur case blanche g2 · Pion blanc sur case noire h2 · Tour blanche sur case noire a1 · Fou blanc sur case noire c1 · Dame blanche sur case blanche d1 · Tour blanche sur case blanche f1 · Roi blanc sur case noire g1 | Tour noire sur case blanche a8 · Roi noir sur case blanche e8 · Tour noire sur case noire h8 · Fou noir sur case blanche b7 · Dame noire sur case blanche f7 · Pion noir sur case noire g7 · Pion noir sur case blanche h7 · Pion noir sur case blanche a6 · Fou noir sur case noire d6 · Cavalier blanc sur case blanche a4 · Pion noir sur case noire b4 · Cavalier blanc sur case noire d4 · Cavalier noir sur case blanche e4 · Pion blanc sur case blanche b3 · Pion blanc sur case blanche f3 · Pion blanc sur case blanche g2 · Pion blanc sur case noire h2 · Tour blanche sur case noire a1 · Fou blanc sur case noire c1 · Dame blanche sur case blanche d1 · Tour blanche sur case blanche f1 · Roi blanc sur case noire g1 | Tour noire sur case blanche a8 · Roi noir sur case blanche e8 · Tour noire sur case noire h8 · Fou noir sur case blanche b7 · Dame noire sur case blanche f7 · Pion noir sur case noire g7 · Pion noir sur case blanche h7 · Pion noir sur case blanche a6 · Fou noir sur case noire d6 · Cavalier blanc sur case blanche a4 · Pion noir sur case noire b4 · Cavalier blanc sur case noire d4 · Cavalier noir sur case blanche e4 · Pion blanc sur case blanche b3 · Pion blanc sur case blanche f3 · Pion blanc sur case blanche g2 · Pion blanc sur case noire h2 · Tour blanche sur case noire a1 · Fou blanc sur case noire c1 · Dame blanche sur case blanche d1 · Tour blanche sur case blanche f1 · Roi blanc sur case noire g1 | Tour noire sur case blanche a8 · Roi noir sur case blanche e8 · Tour noire sur case noire h8 · Fou noir sur case blanche b7 · Dame noire sur case blanche f7 · Pion noir sur case noire g7 · Pion noir sur case blanche h7 · Pion noir sur case blanche a6 · Fou noir sur case noire d6 · Cavalier blanc sur case blanche a4 · Pion noir sur case noire b4 · Cavalier blanc sur case noire d4 · Cavalier noir sur case blanche e4 · Pion blanc sur case blanche b3 · Pion blanc sur case blanche f3 · Pion blanc sur case blanche g2 · Pion blanc sur case noire h2 · Tour blanche sur case noire a1 · Fou blanc sur case noire c1 · Dame blanche sur case blanche d1 · Tour blanche sur case blanche f1 · Roi blanc sur case noire g1 | Tour noire sur case blanche a8 · Roi noir sur case blanche e8 · Tour noire sur case noire h8 · Fou noir sur case blanche b7 · Dame noire sur case blanche f7 · Pion noir sur case noire g7 · Pion noir sur case blanche h7 · Pion noir sur case blanche a6 · Fou noir sur case noire d6 · Cavalier blanc sur case blanche a4 · Pion noir sur case noire b4 · Cavalier blanc sur case noire d4 · Cavalier noir sur case blanche e4 · Pion blanc sur case blanche b3 · Pion blanc sur case blanche f3 · Pion blanc sur case blanche g2 · Pion blanc sur case noire h2 · Tour blanche sur case noire a1 · Fou blanc sur case noire c1 · Dame blanche sur case blanche d1 · Tour blanche sur case blanche f1 · Roi blanc sur case noire g1 | 8 |
| 7 | Tour noire sur case blanche a8 · Roi noir sur case blanche e8 · Tour noire sur case noire h8 · Fou noir sur case blanche b7 · Dame noire sur case blanche f7 · Pion noir sur case noire g7 · Pion noir sur case blanche h7 · Pion noir sur case blanche a6 · Fou noir sur case noire d6 · Cavalier blanc sur case blanche a4 · Pion noir sur case noire b4 · Cavalier blanc sur case noire d4 · Cavalier noir sur case blanche e4 · Pion blanc sur case blanche b3 · Pion blanc sur case blanche f3 · Pion blanc sur case blanche g2 · Pion blanc sur case noire h2 · Tour blanche sur case noire a1 · Fou blanc sur case noire c1 · Dame blanche sur case blanche d1 · Tour blanche sur case blanche f1 · Roi blanc sur case noire g1 | Tour noire sur case blanche a8 · Roi noir sur case blanche e8 · Tour noire sur case noire h8 · Fou noir sur case blanche b7 · Dame noire sur case blanche f7 · Pion noir sur case noire g7 · Pion noir sur case blanche h7 · Pion noir sur case blanche a6 · Fou noir sur case noire d6 · Cavalier blanc sur case blanche a4 · Pion noir sur case noire b4 · Cavalier blanc sur case noire d4 · Cavalier noir sur case blanche e4 · Pion blanc sur case blanche b3 · Pion blanc sur case blanche f3 · Pion blanc sur case blanche g2 · Pion blanc sur case noire h2 · Tour blanche sur case noire a1 · Fou blanc sur case noire c1 · Dame blanche sur case blanche d1 · Tour blanche sur case blanche f1 · Roi blanc sur case noire g1 | Tour noire sur case blanche a8 · Roi noir sur case blanche e8 · Tour noire sur case noire h8 · Fou noir sur case blanche b7 · Dame noire sur case blanche f7 · Pion noir sur case noire g7 · Pion noir sur case blanche h7 · Pion noir sur case blanche a6 · Fou noir sur case noire d6 · Cavalier blanc sur case blanche a4 · Pion noir sur case noire b4 · Cavalier blanc sur case noire d4 · Cavalier noir sur case blanche e4 · Pion blanc sur case blanche b3 · Pion blanc sur case blanche f3 · Pion blanc sur case blanche g2 · Pion blanc sur case noire h2 · Tour blanche sur case noire a1 · Fou blanc sur case noire c1 · Dame blanche sur case blanche d1 · Tour blanche sur case blanche f1 · Roi blanc sur case noire g1 | Tour noire sur case blanche a8 · Roi noir sur case blanche e8 · Tour noire sur case noire h8 · Fou noir sur case blanche b7 · Dame noire sur case blanche f7 · Pion noir sur case noire g7 · Pion noir sur case blanche h7 · Pion noir sur case blanche a6 · Fou noir sur case noire d6 · Cavalier blanc sur case blanche a4 · Pion noir sur case noire b4 · Cavalier blanc sur case noire d4 · Cavalier noir sur case blanche e4 · Pion blanc sur case blanche b3 · Pion blanc sur case blanche f3 · Pion blanc sur case blanche g2 · Pion blanc sur case noire h2 · Tour blanche sur case noire a1 · Fou blanc sur case noire c1 · Dame blanche sur case blanche d1 · Tour blanche sur case blanche f1 · Roi blanc sur case noire g1 | Tour noire sur case blanche a8 · Roi noir sur case blanche e8 · Tour noire sur case noire h8 · Fou noir sur case blanche b7 · Dame noire sur case blanche f7 · Pion noir sur case noire g7 · Pion noir sur case blanche h7 · Pion noir sur case blanche a6 · Fou noir sur case noire d6 · Cavalier blanc sur case blanche a4 · Pion noir sur case noire b4 · Cavalier blanc sur case noire d4 · Cavalier noir sur case blanche e4 · Pion blanc sur case blanche b3 · Pion blanc sur case blanche f3 · Pion blanc sur case blanche g2 · Pion blanc sur case noire h2 · Tour blanche sur case noire a1 · Fou blanc sur case noire c1 · Dame blanche sur case blanche d1 · Tour blanche sur case blanche f1 · Roi blanc sur case noire g1 | Tour noire sur case blanche a8 · Roi noir sur case blanche e8 · Tour noire sur case noire h8 · Fou noir sur case blanche b7 · Dame noire sur case blanche f7 · Pion noir sur case noire g7 · Pion noir sur case blanche h7 · Pion noir sur case blanche a6 · Fou noir sur case noire d6 · Cavalier blanc sur case blanche a4 · Pion noir sur case noire b4 · Cavalier blanc sur case noire d4 · Cavalier noir sur case blanche e4 · Pion blanc sur case blanche b3 · Pion blanc sur case blanche f3 · Pion blanc sur case blanche g2 · Pion blanc sur case noire h2 · Tour blanche sur case noire a1 · Fou blanc sur case noire c1 · Dame blanche sur case blanche d1 · Tour blanche sur case blanche f1 · Roi blanc sur case noire g1 | Tour noire sur case blanche a8 · Roi noir sur case blanche e8 · Tour noire sur case noire h8 · Fou noir sur case blanche b7 · Dame noire sur case blanche f7 · Pion noir sur case noire g7 · Pion noir sur case blanche h7 · Pion noir sur case blanche a6 · Fou noir sur case noire d6 · Cavalier blanc sur case blanche a4 · Pion noir sur case noire b4 · Cavalier blanc sur case noire d4 · Cavalier noir sur case blanche e4 · Pion blanc sur case blanche b3 · Pion blanc sur case blanche f3 · Pion blanc sur case blanche g2 · Pion blanc sur case noire h2 · Tour blanche sur case noire a1 · Fou blanc sur case noire c1 · Dame blanche sur case blanche d1 · Tour blanche sur case blanche f1 · Roi blanc sur case noire g1 | Tour noire sur case blanche a8 · Roi noir sur case blanche e8 · Tour noire sur case noire h8 · Fou noir sur case blanche b7 · Dame noire sur case blanche f7 · Pion noir sur case noire g7 · Pion noir sur case blanche h7 · Pion noir sur case blanche a6 · Fou noir sur case noire d6 · Cavalier blanc sur case blanche a4 · Pion noir sur case noire b4 · Cavalier blanc sur case noire d4 · Cavalier noir sur case blanche e4 · Pion blanc sur case blanche b3 · Pion blanc sur case blanche f3 · Pion blanc sur case blanche g2 · Pion blanc sur case noire h2 · Tour blanche sur case noire a1 · Fou blanc sur case noire c1 · Dame blanche sur case blanche d1 · Tour blanche sur case blanche f1 · Roi blanc sur case noire g1 | 7 |
| 6 | Tour noire sur case blanche a8 · Roi noir sur case blanche e8 · Tour noire sur case noire h8 · Fou noir sur case blanche b7 · Dame noire sur case blanche f7 · Pion noir sur case noire g7 · Pion noir sur case blanche h7 · Pion noir sur case blanche a6 · Fou noir sur case noire d6 · Cavalier blanc sur case blanche a4 · Pion noir sur case noire b4 · Cavalier blanc sur case noire d4 · Cavalier noir sur case blanche e4 · Pion blanc sur case blanche b3 · Pion blanc sur case blanche f3 · Pion blanc sur case blanche g2 · Pion blanc sur case noire h2 · Tour blanche sur case noire a1 · Fou blanc sur case noire c1 · Dame blanche sur case blanche d1 · Tour blanche sur case blanche f1 · Roi blanc sur case noire g1 | Tour noire sur case blanche a8 · Roi noir sur case blanche e8 · Tour noire sur case noire h8 · Fou noir sur case blanche b7 · Dame noire sur case blanche f7 · Pion noir sur case noire g7 · Pion noir sur case blanche h7 · Pion noir sur case blanche a6 · Fou noir sur case noire d6 · Cavalier blanc sur case blanche a4 · Pion noir sur case noire b4 · Cavalier blanc sur case noire d4 · Cavalier noir sur case blanche e4 · Pion blanc sur case blanche b3 · Pion blanc sur case blanche f3 · Pion blanc sur case blanche g2 · Pion blanc sur case noire h2 · Tour blanche sur case noire a1 · Fou blanc sur case noire c1 · Dame blanche sur case blanche d1 · Tour blanche sur case blanche f1 · Roi blanc sur case noire g1 | Tour noire sur case blanche a8 · Roi noir sur case blanche e8 · Tour noire sur case noire h8 · Fou noir sur case blanche b7 · Dame noire sur case blanche f7 · Pion noir sur case noire g7 · Pion noir sur case blanche h7 · Pion noir sur case blanche a6 · Fou noir sur case noire d6 · Cavalier blanc sur case blanche a4 · Pion noir sur case noire b4 · Cavalier blanc sur case noire d4 · Cavalier noir sur case blanche e4 · Pion blanc sur case blanche b3 · Pion blanc sur case blanche f3 · Pion blanc sur case blanche g2 · Pion blanc sur case noire h2 · Tour blanche sur case noire a1 · Fou blanc sur case noire c1 · Dame blanche sur case blanche d1 · Tour blanche sur case blanche f1 · Roi blanc sur case noire g1 | Tour noire sur case blanche a8 · Roi noir sur case blanche e8 · Tour noire sur case noire h8 · Fou noir sur case blanche b7 · Dame noire sur case blanche f7 · Pion noir sur case noire g7 · Pion noir sur case blanche h7 · Pion noir sur case blanche a6 · Fou noir sur case noire d6 · Cavalier blanc sur case blanche a4 · Pion noir sur case noire b4 · Cavalier blanc sur case noire d4 · Cavalier noir sur case blanche e4 · Pion blanc sur case blanche b3 · Pion blanc sur case blanche f3 · Pion blanc sur case blanche g2 · Pion blanc sur case noire h2 · Tour blanche sur case noire a1 · Fou blanc sur case noire c1 · Dame blanche sur case blanche d1 · Tour blanche sur case blanche f1 · Roi blanc sur case noire g1 | Tour noire sur case blanche a8 · Roi noir sur case blanche e8 · Tour noire sur case noire h8 · Fou noir sur case blanche b7 · Dame noire sur case blanche f7 · Pion noir sur case noire g7 · Pion noir sur case blanche h7 · Pion noir sur case blanche a6 · Fou noir sur case noire d6 · Cavalier blanc sur case blanche a4 · Pion noir sur case noire b4 · Cavalier blanc sur case noire d4 · Cavalier noir sur case blanche e4 · Pion blanc sur case blanche b3 · Pion blanc sur case blanche f3 · Pion blanc sur case blanche g2 · Pion blanc sur case noire h2 · Tour blanche sur case noire a1 · Fou blanc sur case noire c1 · Dame blanche sur case blanche d1 · Tour blanche sur case blanche f1 · Roi blanc sur case noire g1 | Tour noire sur case blanche a8 · Roi noir sur case blanche e8 · Tour noire sur case noire h8 · Fou noir sur case blanche b7 · Dame noire sur case blanche f7 · Pion noir sur case noire g7 · Pion noir sur case blanche h7 · Pion noir sur case blanche a6 · Fou noir sur case noire d6 · Cavalier blanc sur case blanche a4 · Pion noir sur case noire b4 · Cavalier blanc sur case noire d4 · Cavalier noir sur case blanche e4 · Pion blanc sur case blanche b3 · Pion blanc sur case blanche f3 · Pion blanc sur case blanche g2 · Pion blanc sur case noire h2 · Tour blanche sur case noire a1 · Fou blanc sur case noire c1 · Dame blanche sur case blanche d1 · Tour blanche sur case blanche f1 · Roi blanc sur case noire g1 | Tour noire sur case blanche a8 · Roi noir sur case blanche e8 · Tour noire sur case noire h8 · Fou noir sur case blanche b7 · Dame noire sur case blanche f7 · Pion noir sur case noire g7 · Pion noir sur case blanche h7 · Pion noir sur case blanche a6 · Fou noir sur case noire d6 · Cavalier blanc sur case blanche a4 · Pion noir sur case noire b4 · Cavalier blanc sur case noire d4 · Cavalier noir sur case blanche e4 · Pion blanc sur case blanche b3 · Pion blanc sur case blanche f3 · Pion blanc sur case blanche g2 · Pion blanc sur case noire h2 · Tour blanche sur case noire a1 · Fou blanc sur case noire c1 · Dame blanche sur case blanche d1 · Tour blanche sur case blanche f1 · Roi blanc sur case noire g1 | Tour noire sur case blanche a8 · Roi noir sur case blanche e8 · Tour noire sur case noire h8 · Fou noir sur case blanche b7 · Dame noire sur case blanche f7 · Pion noir sur case noire g7 · Pion noir sur case blanche h7 · Pion noir sur case blanche a6 · Fou noir sur case noire d6 · Cavalier blanc sur case blanche a4 · Pion noir sur case noire b4 · Cavalier blanc sur case noire d4 · Cavalier noir sur case blanche e4 · Pion blanc sur case blanche b3 · Pion blanc sur case blanche f3 · Pion blanc sur case blanche g2 · Pion blanc sur case noire h2 · Tour blanche sur case noire a1 · Fou blanc sur case noire c1 · Dame blanche sur case blanche d1 · Tour blanche sur case blanche f1 · Roi blanc sur case noire g1 | 6 |
| 5 | Tour noire sur case blanche a8 · Roi noir sur case blanche e8 · Tour noire sur case noire h8 · Fou noir sur case blanche b7 · Dame noire sur case blanche f7 · Pion noir sur case noire g7 · Pion noir sur case blanche h7 · Pion noir sur case blanche a6 · Fou noir sur case noire d6 · Cavalier blanc sur case blanche a4 · Pion noir sur case noire b4 · Cavalier blanc sur case noire d4 · Cavalier noir sur case blanche e4 · Pion blanc sur case blanche b3 · Pion blanc sur case blanche f3 · Pion blanc sur case blanche g2 · Pion blanc sur case noire h2 · Tour blanche sur case noire a1 · Fou blanc sur case noire c1 · Dame blanche sur case blanche d1 · Tour blanche sur case blanche f1 · Roi blanc sur case noire g1 | Tour noire sur case blanche a8 · Roi noir sur case blanche e8 · Tour noire sur case noire h8 · Fou noir sur case blanche b7 · Dame noire sur case blanche f7 · Pion noir sur case noire g7 · Pion noir sur case blanche h7 · Pion noir sur case blanche a6 · Fou noir sur case noire d6 · Cavalier blanc sur case blanche a4 · Pion noir sur case noire b4 · Cavalier blanc sur case noire d4 · Cavalier noir sur case blanche e4 · Pion blanc sur case blanche b3 · Pion blanc sur case blanche f3 · Pion blanc sur case blanche g2 · Pion blanc sur case noire h2 · Tour blanche sur case noire a1 · Fou blanc sur case noire c1 · Dame blanche sur case blanche d1 · Tour blanche sur case blanche f1 · Roi blanc sur case noire g1 | Tour noire sur case blanche a8 · Roi noir sur case blanche e8 · Tour noire sur case noire h8 · Fou noir sur case blanche b7 · Dame noire sur case blanche f7 · Pion noir sur case noire g7 · Pion noir sur case blanche h7 · Pion noir sur case blanche a6 · Fou noir sur case noire d6 · Cavalier blanc sur case blanche a4 · Pion noir sur case noire b4 · Cavalier blanc sur case noire d4 · Cavalier noir sur case blanche e4 · Pion blanc sur case blanche b3 · Pion blanc sur case blanche f3 · Pion blanc sur case blanche g2 · Pion blanc sur case noire h2 · Tour blanche sur case noire a1 · Fou blanc sur case noire c1 · Dame blanche sur case blanche d1 · Tour blanche sur case blanche f1 · Roi blanc sur case noire g1 | Tour noire sur case blanche a8 · Roi noir sur case blanche e8 · Tour noire sur case noire h8 · Fou noir sur case blanche b7 · Dame noire sur case blanche f7 · Pion noir sur case noire g7 · Pion noir sur case blanche h7 · Pion noir sur case blanche a6 · Fou noir sur case noire d6 · Cavalier blanc sur case blanche a4 · Pion noir sur case noire b4 · Cavalier blanc sur case noire d4 · Cavalier noir sur case blanche e4 · Pion blanc sur case blanche b3 · Pion blanc sur case blanche f3 · Pion blanc sur case blanche g2 · Pion blanc sur case noire h2 · Tour blanche sur case noire a1 · Fou blanc sur case noire c1 · Dame blanche sur case blanche d1 · Tour blanche sur case blanche f1 · Roi blanc sur case noire g1 | Tour noire sur case blanche a8 · Roi noir sur case blanche e8 · Tour noire sur case noire h8 · Fou noir sur case blanche b7 · Dame noire sur case blanche f7 · Pion noir sur case noire g7 · Pion noir sur case blanche h7 · Pion noir sur case blanche a6 · Fou noir sur case noire d6 · Cavalier blanc sur case blanche a4 · Pion noir sur case noire b4 · Cavalier blanc sur case noire d4 · Cavalier noir sur case blanche e4 · Pion blanc sur case blanche b3 · Pion blanc sur case blanche f3 · Pion blanc sur case blanche g2 · Pion blanc sur case noire h2 · Tour blanche sur case noire a1 · Fou blanc sur case noire c1 · Dame blanche sur case blanche d1 · Tour blanche sur case blanche f1 · Roi blanc sur case noire g1 | Tour noire sur case blanche a8 · Roi noir sur case blanche e8 · Tour noire sur case noire h8 · Fou noir sur case blanche b7 · Dame noire sur case blanche f7 · Pion noir sur case noire g7 · Pion noir sur case blanche h7 · Pion noir sur case blanche a6 · Fou noir sur case noire d6 · Cavalier blanc sur case blanche a4 · Pion noir sur case noire b4 · Cavalier blanc sur case noire d4 · Cavalier noir sur case blanche e4 · Pion blanc sur case blanche b3 · Pion blanc sur case blanche f3 · Pion blanc sur case blanche g2 · Pion blanc sur case noire h2 · Tour blanche sur case noire a1 · Fou blanc sur case noire c1 · Dame blanche sur case blanche d1 · Tour blanche sur case blanche f1 · Roi blanc sur case noire g1 | Tour noire sur case blanche a8 · Roi noir sur case blanche e8 · Tour noire sur case noire h8 · Fou noir sur case blanche b7 · Dame noire sur case blanche f7 · Pion noir sur case noire g7 · Pion noir sur case blanche h7 · Pion noir sur case blanche a6 · Fou noir sur case noire d6 · Cavalier blanc sur case blanche a4 · Pion noir sur case noire b4 · Cavalier blanc sur case noire d4 · Cavalier noir sur case blanche e4 · Pion blanc sur case blanche b3 · Pion blanc sur case blanche f3 · Pion blanc sur case blanche g2 · Pion blanc sur case noire h2 · Tour blanche sur case noire a1 · Fou blanc sur case noire c1 · Dame blanche sur case blanche d1 · Tour blanche sur case blanche f1 · Roi blanc sur case noire g1 | Tour noire sur case blanche a8 · Roi noir sur case blanche e8 · Tour noire sur case noire h8 · Fou noir sur case blanche b7 · Dame noire sur case blanche f7 · Pion noir sur case noire g7 · Pion noir sur case blanche h7 · Pion noir sur case blanche a6 · Fou noir sur case noire d6 · Cavalier blanc sur case blanche a4 · Pion noir sur case noire b4 · Cavalier blanc sur case noire d4 · Cavalier noir sur case blanche e4 · Pion blanc sur case blanche b3 · Pion blanc sur case blanche f3 · Pion blanc sur case blanche g2 · Pion blanc sur case noire h2 · Tour blanche sur case noire a1 · Fou blanc sur case noire c1 · Dame blanche sur case blanche d1 · Tour blanche sur case blanche f1 · Roi blanc sur case noire g1 | 5 |
| 4 | Tour noire sur case blanche a8 · Roi noir sur case blanche e8 · Tour noire sur case noire h8 · Fou noir sur case blanche b7 · Dame noire sur case blanche f7 · Pion noir sur case noire g7 · Pion noir sur case blanche h7 · Pion noir sur case blanche a6 · Fou noir sur case noire d6 · Cavalier blanc sur case blanche a4 · Pion noir sur case noire b4 · Cavalier blanc sur case noire d4 · Cavalier noir sur case blanche e4 · Pion blanc sur case blanche b3 · Pion blanc sur case blanche f3 · Pion blanc sur case blanche g2 · Pion blanc sur case noire h2 · Tour blanche sur case noire a1 · Fou blanc sur case noire c1 · Dame blanche sur case blanche d1 · Tour blanche sur case blanche f1 · Roi blanc sur case noire g1 | Tour noire sur case blanche a8 · Roi noir sur case blanche e8 · Tour noire sur case noire h8 · Fou noir sur case blanche b7 · Dame noire sur case blanche f7 · Pion noir sur case noire g7 · Pion noir sur case blanche h7 · Pion noir sur case blanche a6 · Fou noir sur case noire d6 · Cavalier blanc sur case blanche a4 · Pion noir sur case noire b4 · Cavalier blanc sur case noire d4 · Cavalier noir sur case blanche e4 · Pion blanc sur case blanche b3 · Pion blanc sur case blanche f3 · Pion blanc sur case blanche g2 · Pion blanc sur case noire h2 · Tour blanche sur case noire a1 · Fou blanc sur case noire c1 · Dame blanche sur case blanche d1 · Tour blanche sur case blanche f1 · Roi blanc sur case noire g1 | Tour noire sur case blanche a8 · Roi noir sur case blanche e8 · Tour noire sur case noire h8 · Fou noir sur case blanche b7 · Dame noire sur case blanche f7 · Pion noir sur case noire g7 · Pion noir sur case blanche h7 · Pion noir sur case blanche a6 · Fou noir sur case noire d6 · Cavalier blanc sur case blanche a4 · Pion noir sur case noire b4 · Cavalier blanc sur case noire d4 · Cavalier noir sur case blanche e4 · Pion blanc sur case blanche b3 · Pion blanc sur case blanche f3 · Pion blanc sur case blanche g2 · Pion blanc sur case noire h2 · Tour blanche sur case noire a1 · Fou blanc sur case noire c1 · Dame blanche sur case blanche d1 · Tour blanche sur case blanche f1 · Roi blanc sur case noire g1 | Tour noire sur case blanche a8 · Roi noir sur case blanche e8 · Tour noire sur case noire h8 · Fou noir sur case blanche b7 · Dame noire sur case blanche f7 · Pion noir sur case noire g7 · Pion noir sur case blanche h7 · Pion noir sur case blanche a6 · Fou noir sur case noire d6 · Cavalier blanc sur case blanche a4 · Pion noir sur case noire b4 · Cavalier blanc sur case noire d4 · Cavalier noir sur case blanche e4 · Pion blanc sur case blanche b3 · Pion blanc sur case blanche f3 · Pion blanc sur case blanche g2 · Pion blanc sur case noire h2 · Tour blanche sur case noire a1 · Fou blanc sur case noire c1 · Dame blanche sur case blanche d1 · Tour blanche sur case blanche f1 · Roi blanc sur case noire g1 | Tour noire sur case blanche a8 · Roi noir sur case blanche e8 · Tour noire sur case noire h8 · Fou noir sur case blanche b7 · Dame noire sur case blanche f7 · Pion noir sur case noire g7 · Pion noir sur case blanche h7 · Pion noir sur case blanche a6 · Fou noir sur case noire d6 · Cavalier blanc sur case blanche a4 · Pion noir sur case noire b4 · Cavalier blanc sur case noire d4 · Cavalier noir sur case blanche e4 · Pion blanc sur case blanche b3 · Pion blanc sur case blanche f3 · Pion blanc sur case blanche g2 · Pion blanc sur case noire h2 · Tour blanche sur case noire a1 · Fou blanc sur case noire c1 · Dame blanche sur case blanche d1 · Tour blanche sur case blanche f1 · Roi blanc sur case noire g1 | Tour noire sur case blanche a8 · Roi noir sur case blanche e8 · Tour noire sur case noire h8 · Fou noir sur case blanche b7 · Dame noire sur case blanche f7 · Pion noir sur case noire g7 · Pion noir sur case blanche h7 · Pion noir sur case blanche a6 · Fou noir sur case noire d6 · Cavalier blanc sur case blanche a4 · Pion noir sur case noire b4 · Cavalier blanc sur case noire d4 · Cavalier noir sur case blanche e4 · Pion blanc sur case blanche b3 · Pion blanc sur case blanche f3 · Pion blanc sur case blanche g2 · Pion blanc sur case noire h2 · Tour blanche sur case noire a1 · Fou blanc sur case noire c1 · Dame blanche sur case blanche d1 · Tour blanche sur case blanche f1 · Roi blanc sur case noire g1 | Tour noire sur case blanche a8 · Roi noir sur case blanche e8 · Tour noire sur case noire h8 · Fou noir sur case blanche b7 · Dame noire sur case blanche f7 · Pion noir sur case noire g7 · Pion noir sur case blanche h7 · Pion noir sur case blanche a6 · Fou noir sur case noire d6 · Cavalier blanc sur case blanche a4 · Pion noir sur case noire b4 · Cavalier blanc sur case noire d4 · Cavalier noir sur case blanche e4 · Pion blanc sur case blanche b3 · Pion blanc sur case blanche f3 · Pion blanc sur case blanche g2 · Pion blanc sur case noire h2 · Tour blanche sur case noire a1 · Fou blanc sur case noire c1 · Dame blanche sur case blanche d1 · Tour blanche sur case blanche f1 · Roi blanc sur case noire g1 | Tour noire sur case blanche a8 · Roi noir sur case blanche e8 · Tour noire sur case noire h8 · Fou noir sur case blanche b7 · Dame noire sur case blanche f7 · Pion noir sur case noire g7 · Pion noir sur case blanche h7 · Pion noir sur case blanche a6 · Fou noir sur case noire d6 · Cavalier blanc sur case blanche a4 · Pion noir sur case noire b4 · Cavalier blanc sur case noire d4 · Cavalier noir sur case blanche e4 · Pion blanc sur case blanche b3 · Pion blanc sur case blanche f3 · Pion blanc sur case blanche g2 · Pion blanc sur case noire h2 · Tour blanche sur case noire a1 · Fou blanc sur case noire c1 · Dame blanche sur case blanche d1 · Tour blanche sur case blanche f1 · Roi blanc sur case noire g1 | 4 |
| 3 | Tour noire sur case blanche a8 · Roi noir sur case blanche e8 · Tour noire sur case noire h8 · Fou noir sur case blanche b7 · Dame noire sur case blanche f7 · Pion noir sur case noire g7 · Pion noir sur case blanche h7 · Pion noir sur case blanche a6 · Fou noir sur case noire d6 · Cavalier blanc sur case blanche a4 · Pion noir sur case noire b4 · Cavalier blanc sur case noire d4 · Cavalier noir sur case blanche e4 · Pion blanc sur case blanche b3 · Pion blanc sur case blanche f3 · Pion blanc sur case blanche g2 · Pion blanc sur case noire h2 · Tour blanche sur case noire a1 · Fou blanc sur case noire c1 · Dame blanche sur case blanche d1 · Tour blanche sur case blanche f1 · Roi blanc sur case noire g1 | Tour noire sur case blanche a8 · Roi noir sur case blanche e8 · Tour noire sur case noire h8 · Fou noir sur case blanche b7 · Dame noire sur case blanche f7 · Pion noir sur case noire g7 · Pion noir sur case blanche h7 · Pion noir sur case blanche a6 · Fou noir sur case noire d6 · Cavalier blanc sur case blanche a4 · Pion noir sur case noire b4 · Cavalier blanc sur case noire d4 · Cavalier noir sur case blanche e4 · Pion blanc sur case blanche b3 · Pion blanc sur case blanche f3 · Pion blanc sur case blanche g2 · Pion blanc sur case noire h2 · Tour blanche sur case noire a1 · Fou blanc sur case noire c1 · Dame blanche sur case blanche d1 · Tour blanche sur case blanche f1 · Roi blanc sur case noire g1 | Tour noire sur case blanche a8 · Roi noir sur case blanche e8 · Tour noire sur case noire h8 · Fou noir sur case blanche b7 · Dame noire sur case blanche f7 · Pion noir sur case noire g7 · Pion noir sur case blanche h7 · Pion noir sur case blanche a6 · Fou noir sur case noire d6 · Cavalier blanc sur case blanche a4 · Pion noir sur case noire b4 · Cavalier blanc sur case noire d4 · Cavalier noir sur case blanche e4 · Pion blanc sur case blanche b3 · Pion blanc sur case blanche f3 · Pion blanc sur case blanche g2 · Pion blanc sur case noire h2 · Tour blanche sur case noire a1 · Fou blanc sur case noire c1 · Dame blanche sur case blanche d1 · Tour blanche sur case blanche f1 · Roi blanc sur case noire g1 | Tour noire sur case blanche a8 · Roi noir sur case blanche e8 · Tour noire sur case noire h8 · Fou noir sur case blanche b7 · Dame noire sur case blanche f7 · Pion noir sur case noire g7 · Pion noir sur case blanche h7 · Pion noir sur case blanche a6 · Fou noir sur case noire d6 · Cavalier blanc sur case blanche a4 · Pion noir sur case noire b4 · Cavalier blanc sur case noire d4 · Cavalier noir sur case blanche e4 · Pion blanc sur case blanche b3 · Pion blanc sur case blanche f3 · Pion blanc sur case blanche g2 · Pion blanc sur case noire h2 · Tour blanche sur case noire a1 · Fou blanc sur case noire c1 · Dame blanche sur case blanche d1 · Tour blanche sur case blanche f1 · Roi blanc sur case noire g1 | Tour noire sur case blanche a8 · Roi noir sur case blanche e8 · Tour noire sur case noire h8 · Fou noir sur case blanche b7 · Dame noire sur case blanche f7 · Pion noir sur case noire g7 · Pion noir sur case blanche h7 · Pion noir sur case blanche a6 · Fou noir sur case noire d6 · Cavalier blanc sur case blanche a4 · Pion noir sur case noire b4 · Cavalier blanc sur case noire d4 · Cavalier noir sur case blanche e4 · Pion blanc sur case blanche b3 · Pion blanc sur case blanche f3 · Pion blanc sur case blanche g2 · Pion blanc sur case noire h2 · Tour blanche sur case noire a1 · Fou blanc sur case noire c1 · Dame blanche sur case blanche d1 · Tour blanche sur case blanche f1 · Roi blanc sur case noire g1 | Tour noire sur case blanche a8 · Roi noir sur case blanche e8 · Tour noire sur case noire h8 · Fou noir sur case blanche b7 · Dame noire sur case blanche f7 · Pion noir sur case noire g7 · Pion noir sur case blanche h7 · Pion noir sur case blanche a6 · Fou noir sur case noire d6 · Cavalier blanc sur case blanche a4 · Pion noir sur case noire b4 · Cavalier blanc sur case noire d4 · Cavalier noir sur case blanche e4 · Pion blanc sur case blanche b3 · Pion blanc sur case blanche f3 · Pion blanc sur case blanche g2 · Pion blanc sur case noire h2 · Tour blanche sur case noire a1 · Fou blanc sur case noire c1 · Dame blanche sur case blanche d1 · Tour blanche sur case blanche f1 · Roi blanc sur case noire g1 | Tour noire sur case blanche a8 · Roi noir sur case blanche e8 · Tour noire sur case noire h8 · Fou noir sur case blanche b7 · Dame noire sur case blanche f7 · Pion noir sur case noire g7 · Pion noir sur case blanche h7 · Pion noir sur case blanche a6 · Fou noir sur case noire d6 · Cavalier blanc sur case blanche a4 · Pion noir sur case noire b4 · Cavalier blanc sur case noire d4 · Cavalier noir sur case blanche e4 · Pion blanc sur case blanche b3 · Pion blanc sur case blanche f3 · Pion blanc sur case blanche g2 · Pion blanc sur case noire h2 · Tour blanche sur case noire a1 · Fou blanc sur case noire c1 · Dame blanche sur case blanche d1 · Tour blanche sur case blanche f1 · Roi blanc sur case noire g1 | Tour noire sur case blanche a8 · Roi noir sur case blanche e8 · Tour noire sur case noire h8 · Fou noir sur case blanche b7 · Dame noire sur case blanche f7 · Pion noir sur case noire g7 · Pion noir sur case blanche h7 · Pion noir sur case blanche a6 · Fou noir sur case noire d6 · Cavalier blanc sur case blanche a4 · Pion noir sur case noire b4 · Cavalier blanc sur case noire d4 · Cavalier noir sur case blanche e4 · Pion blanc sur case blanche b3 · Pion blanc sur case blanche f3 · Pion blanc sur case blanche g2 · Pion blanc sur case noire h2 · Tour blanche sur case noire a1 · Fou blanc sur case noire c1 · Dame blanche sur case blanche d1 · Tour blanche sur case blanche f1 · Roi blanc sur case noire g1 | 3 |
| 2 | Tour noire sur case blanche a8 · Roi noir sur case blanche e8 · Tour noire sur case noire h8 · Fou noir sur case blanche b7 · Dame noire sur case blanche f7 · Pion noir sur case noire g7 · Pion noir sur case blanche h7 · Pion noir sur case blanche a6 · Fou noir sur case noire d6 · Cavalier blanc sur case blanche a4 · Pion noir sur case noire b4 · Cavalier blanc sur case noire d4 · Cavalier noir sur case blanche e4 · Pion blanc sur case blanche b3 · Pion blanc sur case blanche f3 · Pion blanc sur case blanche g2 · Pion blanc sur case noire h2 · Tour blanche sur case noire a1 · Fou blanc sur case noire c1 · Dame blanche sur case blanche d1 · Tour blanche sur case blanche f1 · Roi blanc sur case noire g1 | Tour noire sur case blanche a8 · Roi noir sur case blanche e8 · Tour noire sur case noire h8 · Fou noir sur case blanche b7 · Dame noire sur case blanche f7 · Pion noir sur case noire g7 · Pion noir sur case blanche h7 · Pion noir sur case blanche a6 · Fou noir sur case noire d6 · Cavalier blanc sur case blanche a4 · Pion noir sur case noire b4 · Cavalier blanc sur case noire d4 · Cavalier noir sur case blanche e4 · Pion blanc sur case blanche b3 · Pion blanc sur case blanche f3 · Pion blanc sur case blanche g2 · Pion blanc sur case noire h2 · Tour blanche sur case noire a1 · Fou blanc sur case noire c1 · Dame blanche sur case blanche d1 · Tour blanche sur case blanche f1 · Roi blanc sur case noire g1 | Tour noire sur case blanche a8 · Roi noir sur case blanche e8 · Tour noire sur case noire h8 · Fou noir sur case blanche b7 · Dame noire sur case blanche f7 · Pion noir sur case noire g7 · Pion noir sur case blanche h7 · Pion noir sur case blanche a6 · Fou noir sur case noire d6 · Cavalier blanc sur case blanche a4 · Pion noir sur case noire b4 · Cavalier blanc sur case noire d4 · Cavalier noir sur case blanche e4 · Pion blanc sur case blanche b3 · Pion blanc sur case blanche f3 · Pion blanc sur case blanche g2 · Pion blanc sur case noire h2 · Tour blanche sur case noire a1 · Fou blanc sur case noire c1 · Dame blanche sur case blanche d1 · Tour blanche sur case blanche f1 · Roi blanc sur case noire g1 | Tour noire sur case blanche a8 · Roi noir sur case blanche e8 · Tour noire sur case noire h8 · Fou noir sur case blanche b7 · Dame noire sur case blanche f7 · Pion noir sur case noire g7 · Pion noir sur case blanche h7 · Pion noir sur case blanche a6 · Fou noir sur case noire d6 · Cavalier blanc sur case blanche a4 · Pion noir sur case noire b4 · Cavalier blanc sur case noire d4 · Cavalier noir sur case blanche e4 · Pion blanc sur case blanche b3 · Pion blanc sur case blanche f3 · Pion blanc sur case blanche g2 · Pion blanc sur case noire h2 · Tour blanche sur case noire a1 · Fou blanc sur case noire c1 · Dame blanche sur case blanche d1 · Tour blanche sur case blanche f1 · Roi blanc sur case noire g1 | Tour noire sur case blanche a8 · Roi noir sur case blanche e8 · Tour noire sur case noire h8 · Fou noir sur case blanche b7 · Dame noire sur case blanche f7 · Pion noir sur case noire g7 · Pion noir sur case blanche h7 · Pion noir sur case blanche a6 · Fou noir sur case noire d6 · Cavalier blanc sur case blanche a4 · Pion noir sur case noire b4 · Cavalier blanc sur case noire d4 · Cavalier noir sur case blanche e4 · Pion blanc sur case blanche b3 · Pion blanc sur case blanche f3 · Pion blanc sur case blanche g2 · Pion blanc sur case noire h2 · Tour blanche sur case noire a1 · Fou blanc sur case noire c1 · Dame blanche sur case blanche d1 · Tour blanche sur case blanche f1 · Roi blanc sur case noire g1 | Tour noire sur case blanche a8 · Roi noir sur case blanche e8 · Tour noire sur case noire h8 · Fou noir sur case blanche b7 · Dame noire sur case blanche f7 · Pion noir sur case noire g7 · Pion noir sur case blanche h7 · Pion noir sur case blanche a6 · Fou noir sur case noire d6 · Cavalier blanc sur case blanche a4 · Pion noir sur case noire b4 · Cavalier blanc sur case noire d4 · Cavalier noir sur case blanche e4 · Pion blanc sur case blanche b3 · Pion blanc sur case blanche f3 · Pion blanc sur case blanche g2 · Pion blanc sur case noire h2 · Tour blanche sur case noire a1 · Fou blanc sur case noire c1 · Dame blanche sur case blanche d1 · Tour blanche sur case blanche f1 · Roi blanc sur case noire g1 | Tour noire sur case blanche a8 · Roi noir sur case blanche e8 · Tour noire sur case noire h8 · Fou noir sur case blanche b7 · Dame noire sur case blanche f7 · Pion noir sur case noire g7 · Pion noir sur case blanche h7 · Pion noir sur case blanche a6 · Fou noir sur case noire d6 · Cavalier blanc sur case blanche a4 · Pion noir sur case noire b4 · Cavalier blanc sur case noire d4 · Cavalier noir sur case blanche e4 · Pion blanc sur case blanche b3 · Pion blanc sur case blanche f3 · Pion blanc sur case blanche g2 · Pion blanc sur case noire h2 · Tour blanche sur case noire a1 · Fou blanc sur case noire c1 · Dame blanche sur case blanche d1 · Tour blanche sur case blanche f1 · Roi blanc sur case noire g1 | Tour noire sur case blanche a8 · Roi noir sur case blanche e8 · Tour noire sur case noire h8 · Fou noir sur case blanche b7 · Dame noire sur case blanche f7 · Pion noir sur case noire g7 · Pion noir sur case blanche h7 · Pion noir sur case blanche a6 · Fou noir sur case noire d6 · Cavalier blanc sur case blanche a4 · Pion noir sur case noire b4 · Cavalier blanc sur case noire d4 · Cavalier noir sur case blanche e4 · Pion blanc sur case blanche b3 · Pion blanc sur case blanche f3 · Pion blanc sur case blanche g2 · Pion blanc sur case noire h2 · Tour blanche sur case noire a1 · Fou blanc sur case noire c1 · Dame blanche sur case blanche d1 · Tour blanche sur case blanche f1 · Roi blanc sur case noire g1 | 2 |
| 1 | Tour noire sur case blanche a8 · Roi noir sur case blanche e8 · Tour noire sur case noire h8 · Fou noir sur case blanche b7 · Dame noire sur case blanche f7 · Pion noir sur case noire g7 · Pion noir sur case blanche h7 · Pion noir sur case blanche a6 · Fou noir sur case noire d6 · Cavalier blanc sur case blanche a4 · Pion noir sur case noire b4 · Cavalier blanc sur case noire d4 · Cavalier noir sur case blanche e4 · Pion blanc sur case blanche b3 · Pion blanc sur case blanche f3 · Pion blanc sur case blanche g2 · Pion blanc sur case noire h2 · Tour blanche sur case noire a1 · Fou blanc sur case noire c1 · Dame blanche sur case blanche d1 · Tour blanche sur case blanche f1 · Roi blanc sur case noire g1 | Tour noire sur case blanche a8 · Roi noir sur case blanche e8 · Tour noire sur case noire h8 · Fou noir sur case blanche b7 · Dame noire sur case blanche f7 · Pion noir sur case noire g7 · Pion noir sur case blanche h7 · Pion noir sur case blanche a6 · Fou noir sur case noire d6 · Cavalier blanc sur case blanche a4 · Pion noir sur case noire b4 · Cavalier blanc sur case noire d4 · Cavalier noir sur case blanche e4 · Pion blanc sur case blanche b3 · Pion blanc sur case blanche f3 · Pion blanc sur case blanche g2 · Pion blanc sur case noire h2 · Tour blanche sur case noire a1 · Fou blanc sur case noire c1 · Dame blanche sur case blanche d1 · Tour blanche sur case blanche f1 · Roi blanc sur case noire g1 | Tour noire sur case blanche a8 · Roi noir sur case blanche e8 · Tour noire sur case noire h8 · Fou noir sur case blanche b7 · Dame noire sur case blanche f7 · Pion noir sur case noire g7 · Pion noir sur case blanche h7 · Pion noir sur case blanche a6 · Fou noir sur case noire d6 · Cavalier blanc sur case blanche a4 · Pion noir sur case noire b4 · Cavalier blanc sur case noire d4 · Cavalier noir sur case blanche e4 · Pion blanc sur case blanche b3 · Pion blanc sur case blanche f3 · Pion blanc sur case blanche g2 · Pion blanc sur case noire h2 · Tour blanche sur case noire a1 · Fou blanc sur case noire c1 · Dame blanche sur case blanche d1 · Tour blanche sur case blanche f1 · Roi blanc sur case noire g1 | Tour noire sur case blanche a8 · Roi noir sur case blanche e8 · Tour noire sur case noire h8 · Fou noir sur case blanche b7 · Dame noire sur case blanche f7 · Pion noir sur case noire g7 · Pion noir sur case blanche h7 · Pion noir sur case blanche a6 · Fou noir sur case noire d6 · Cavalier blanc sur case blanche a4 · Pion noir sur case noire b4 · Cavalier blanc sur case noire d4 · Cavalier noir sur case blanche e4 · Pion blanc sur case blanche b3 · Pion blanc sur case blanche f3 · Pion blanc sur case blanche g2 · Pion blanc sur case noire h2 · Tour blanche sur case noire a1 · Fou blanc sur case noire c1 · Dame blanche sur case blanche d1 · Tour blanche sur case blanche f1 · Roi blanc sur case noire g1 | Tour noire sur case blanche a8 · Roi noir sur case blanche e8 · Tour noire sur case noire h8 · Fou noir sur case blanche b7 · Dame noire sur case blanche f7 · Pion noir sur case noire g7 · Pion noir sur case blanche h7 · Pion noir sur case blanche a6 · Fou noir sur case noire d6 · Cavalier blanc sur case blanche a4 · Pion noir sur case noire b4 · Cavalier blanc sur case noire d4 · Cavalier noir sur case blanche e4 · Pion blanc sur case blanche b3 · Pion blanc sur case blanche f3 · Pion blanc sur case blanche g2 · Pion blanc sur case noire h2 · Tour blanche sur case noire a1 · Fou blanc sur case noire c1 · Dame blanche sur case blanche d1 · Tour blanche sur case blanche f1 · Roi blanc sur case noire g1 | Tour noire sur case blanche a8 · Roi noir sur case blanche e8 · Tour noire sur case noire h8 · Fou noir sur case blanche b7 · Dame noire sur case blanche f7 · Pion noir sur case noire g7 · Pion noir sur case blanche h7 · Pion noir sur case blanche a6 · Fou noir sur case noire d6 · Cavalier blanc sur case blanche a4 · Pion noir sur case noire b4 · Cavalier blanc sur case noire d4 · Cavalier noir sur case blanche e4 · Pion blanc sur case blanche b3 · Pion blanc sur case blanche f3 · Pion blanc sur case blanche g2 · Pion blanc sur case noire h2 · Tour blanche sur case noire a1 · Fou blanc sur case noire c1 · Dame blanche sur case blanche d1 · Tour blanche sur case blanche f1 · Roi blanc sur case noire g1 | Tour noire sur case blanche a8 · Roi noir sur case blanche e8 · Tour noire sur case noire h8 · Fou noir sur case blanche b7 · Dame noire sur case blanche f7 · Pion noir sur case noire g7 · Pion noir sur case blanche h7 · Pion noir sur case blanche a6 · Fou noir sur case noire d6 · Cavalier blanc sur case blanche a4 · Pion noir sur case noire b4 · Cavalier blanc sur case noire d4 · Cavalier noir sur case blanche e4 · Pion blanc sur case blanche b3 · Pion blanc sur case blanche f3 · Pion blanc sur case blanche g2 · Pion blanc sur case noire h2 · Tour blanche sur case noire a1 · Fou blanc sur case noire c1 · Dame blanche sur case blanche d1 · Tour blanche sur case blanche f1 · Roi blanc sur case noire g1 | Tour noire sur case blanche a8 · Roi noir sur case blanche e8 · Tour noire sur case noire h8 · Fou noir sur case blanche b7 · Dame noire sur case blanche f7 · Pion noir sur case noire g7 · Pion noir sur case blanche h7 · Pion noir sur case blanche a6 · Fou noir sur case noire d6 · Cavalier blanc sur case blanche a4 · Pion noir sur case noire b4 · Cavalier blanc sur case noire d4 · Cavalier noir sur case blanche e4 · Pion blanc sur case blanche b3 · Pion blanc sur case blanche f3 · Pion blanc sur case blanche g2 · Pion blanc sur case noire h2 · Tour blanche sur case noire a1 · Fou blanc sur case noire c1 · Dame blanche sur case blanche d1 · Tour blanche sur case blanche f1 · Roi blanc sur case noire g1 | 1 |
|   | a | b | c | d | e | f | g | h |   |

1. d4 d5 2. c4 c6 3. Cc3 Cf6 4. Cf3 e6 5. e3 Cbd7 6. Fd3 dxc4 7. Fxc4 b5 8. Fd3 Fb7 9. 0-0 a6 10. e4 c5 11. d5 c4 12. Fc2 Dc7 13. Cd4 Cc5 14. b4 cxb3 15. axb3 b4 16. Ca4 Ccxe4 (tout ce qui précède avait déjà été joué auparavant) 17. Fxe4 Cxe4 18. dxe6 Fd6! 19. exf7+ Dxf7! 20. f3 (diagramme)
20.… Dh5!! 21. g3 0-0 (selon Kramnik, 21… Cxg3! était plus fort)
22. fxe4 Dh3! 23. Cf3 (selon Kramnik, 23. De2! aurait donné aux Blancs l'avantage)
23.… Fxg3!! (peu de joueurs oseraient sacrifier deux pièces contre Kasparov !)
24. Cc5? (24. De2 était nécessaire)
24.… Txf3 25. Txf3 Dxh2+ 26. Rf1 Fc6!! (ce coup fut sous-estimé par Kasparov)
27. Fg5 Fb5+ 28. Cd3 Te8 29. Ta2 Dh1+ (pressé par le temps, Kramnik manque un mat en quatre coups : 29.… Fxd3+! 30. Txd3 Dh1+ 31. Re2 Dg2+ 32. Re3 Txe4#)
30. Re2 Txe4+ 31. Rd2 Dg2+ 32. Rc1 Dxa2 33. Txg3 Da1+ 34. Rc2 Dc3+ 35. Rb1 Td4 0-1
Cette partie fut élue meilleure partie du numéro 66 de l'Informateur d'échecs (parties du deuxième tiers de 1996) avec 87 points sur 90,. Ce fut également la première partie perdue par Kasparov depuis 1986 en commençant par 1.d4.